# Maaseik
Maaseik (Limburgs: Mezeik) is een stad en gemeente in het noordoosten van de Belgische provincie Limburg. De gemeente telt ruim 25.000 inwoners en is daarmee naar inwonertal de twaalfde gemeente van Limburg. Qua oppervlakte (76,91 km²) staat de gemeente op de tiende plaats in de provincie. Het is ook de hoofdplaats van het kieskanton Maaseik. De inwoners van Maaseik worden 'Maaseikenaars' genoemd. Maaseik is internationaal vooral bekend als de vermoedelijke geboorteplaats van de gebroeders Jan en Hubert van Eyck. Maaseik neemt een centrale positie in binnen beide Limburgen, met goede verbindingen met Nederlandse steden als Weert, Roermond, Sittard en Maastricht en Belgische steden als Genk en Hasselt.

## Geschiedenis

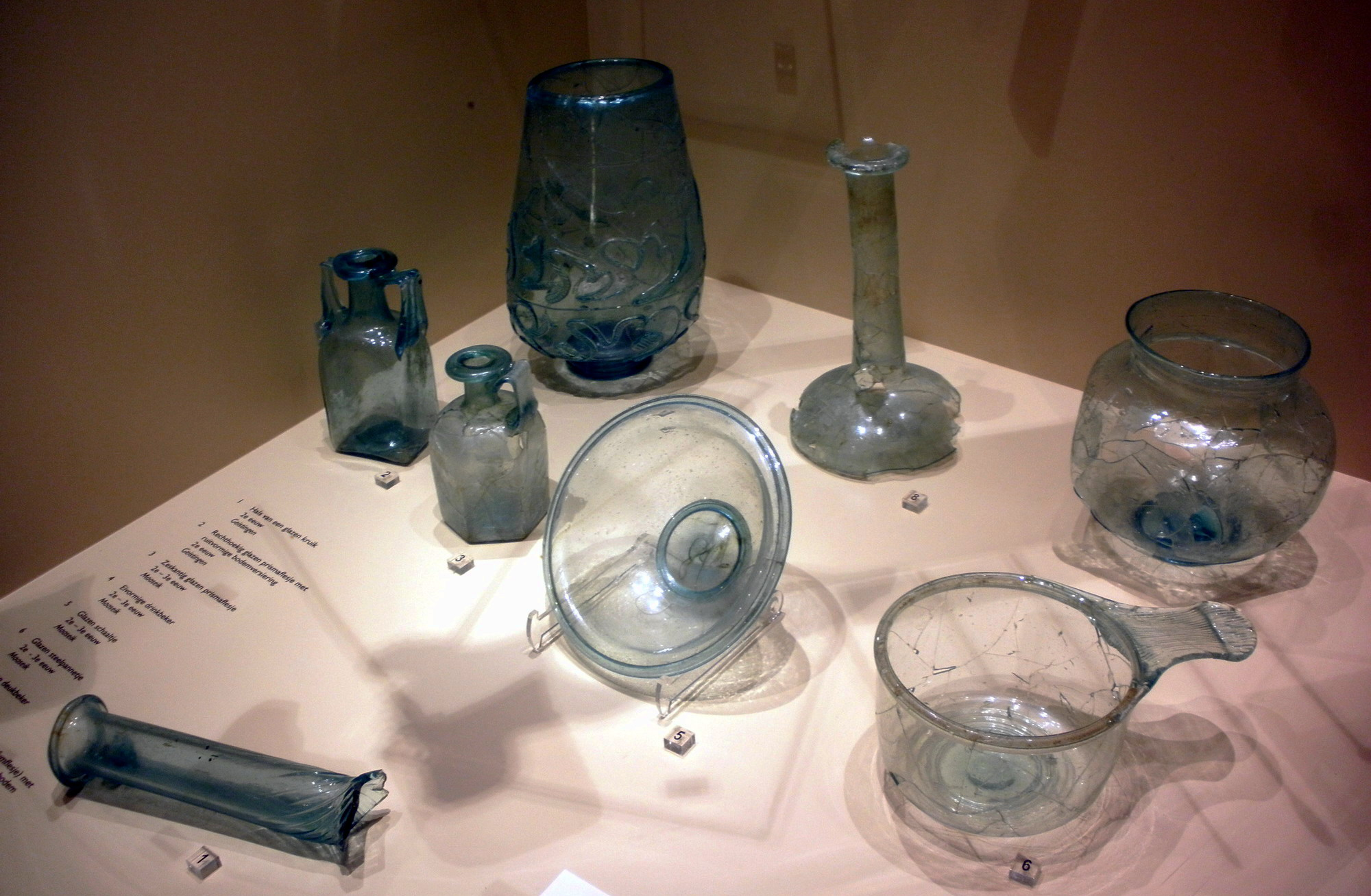
Romeins glas uit Maaseik en omgeving tentoongesteld in Regionaal Archeologisch Museum

De oudste sporen van bewoning stammen uit het neolithicum en omvatten onder meer strijdhamers uit het laat-neolithicum. Ook uit de bronstijd zijn archeologische vondsten gedaan. Hieronder een bronzen beeldje van Epona te paard, gevonden in 1896 bij baggerwerkzaamheden in de Maas. Uit de ijzertijd stammen diverse urnen, terwijl in Maaseik ook Romeinse potten en glaswerk zijn aangetroffen. De heirbaan Maastricht-Nijmegen loopt ten westen van de huidige stad (nu 'Heirweg' en 'Oude Ophoverbaan'). Langdurige bewoning is er echter niet. Het zwaartepunt van de Merovingische en Karolingische nederzettingen ligt bij Kessenich en Geistingen.
De geschiedenis van het huidige Maaseik begint bij de abdij van Aldeneik, op dat moment gewoon Eike genoemd. Hier wordt omstreeks 700 een klooster gesticht, volgens de legende door Adelard, ten bate van zijn dochters Harlindis en Relindis. Vanaf 952 zijn het klooster en de bijhorende landgoederen een bezit van de bisschop van Luik. Ten zuidwesten, op een hoogte tussen oude Maasarmen en dichter bij de oude landweg, wordt een nieuwe nederzetting gesticht omstreeks 1230. Sindsdien spreekt men van Alden-Eik en Nieuwen-Eik.

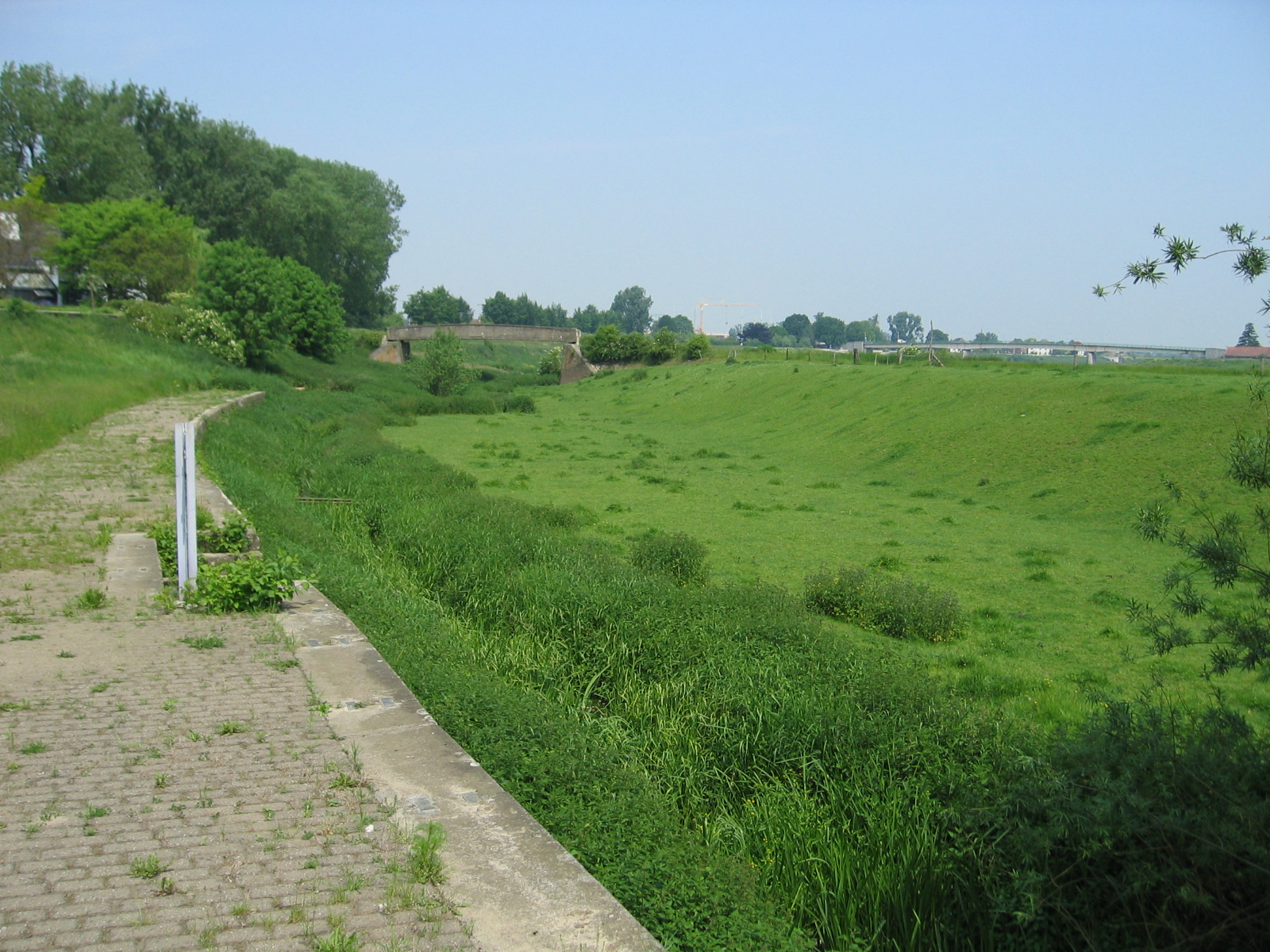
Voormalige Maashaven

Dit Nieuwen-Eik overvleugelt al gauw zijn voorganger; dankzij de hogere ligging verleent de graaf van Loon eraan stadsrechten (1244) opdat er zich een sterke grenspost tegen Gelre ontwikkelt. Bovendien schuift de Maas, indertijd een drukke vaarroute, ter hoogte van Aldeneik weg van het dorp. Nieuwen-Eik wordt zo 'Maas-Eik', dat wil zeggen 'het Eik dat (wel nog) langs de Maas ligt'. Maaseik wordt een welvarende stad en een van de Goede Steden van het prinsbisdom Luik. Graaf Arnold IV van Loon bouwt er een verblijfplaats, die later wordt versterkt tot burcht. In 1373 is reeds sprake van zo'n castrum de Eyke, dat in de nasleep van de Luiks-Bourgondische Oorlogen echter gesloopt moet worden (1469). Het middeleeuwse Maaseik is een handelscentrum, dankzij diverse markten (vanaf 1265), waaronder een lakenhal (vanaf 1347) ten dienste van de lokale lakenindustrie, en dankzij een Maashaven.
De stad krijgt echter ook met krijgsverrichtingen te maken. Maaseik wordt bezet door de troepen van Karel de Stoute (1467) en wordt na de Bourgondische periode een fel bevochten stad (1482–90) in de strijd tussen de troonpretendenten Marck en Horne. In 1492 wordt eindelijk vrede gesloten, waarna men in 1501 overgaat tot de herstelling van de zwaar beschadigde wallen van Maaseik. Op economisch vlak volgt een periode van bloei. Reeds in 1476 vestigen de Kruisheren zich in Maaseik. De lakenhandel bloeit weer op, mede door de huisnijverheid.
De tweede helft van de 16e eeuw brengt opnieuw troebelen. Aan het einde van de Gelderse Oorlogen steken Brabantse troepen bij Maaseik de Maas over (1542). De Reformatie begint voor Maaseik met het anabaptisme, uitgedragen door de Maaseikenaren Dionysius Vinne (of Vinnius) en Jan van Kempen (of Campanus). De naburige Visserweert vormt een toevluchtsoord voor anabaptisten. Het calvinisme wordt gemarkeerd door het optreden van de prediker Herman Moded in 1566. In steden als Hasselt, Maastricht en Maaseik vindt de calvinistische leer veel aanhang. Een opstand breekt uit; Hasselt en Maaseik verkiezen gereformeerde burgemeesters. Wanneer prins-bisschop Gerard van Groesbeek troepen stuurt, aanvaardt Maaseik de vredesvoorwaarden (26 april 1567). Groesbeek stelt geen vervolging in, maar in 1596 moet de gereformeerde gemeenschap Maaseik alsnog verlaten.

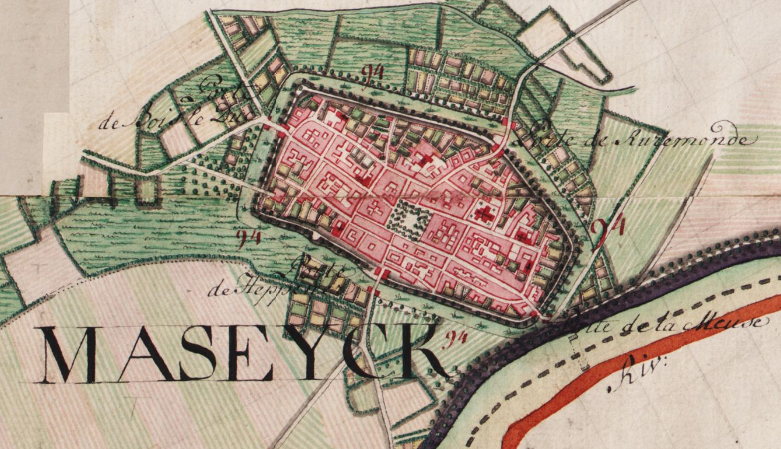
Maaseik volgens de Ferrariskaarten

Intussen is de Tachtigjarige Oorlog losgebarsten. Maaseik blijft gespaard bij Oranjes expedities rond Stokkem (1568) en Roermond (1572), maar wordt wel geplunderd door het Gelderse leger onder bevel van Adolf van Nieuwenaer (1584). Aan het einde van de oorlog legert Karel IV van Lotharingen troepen in de streek (1643–54). Meermaals breekt bovendien de pest uit, waardoor het inwonersaantal sterk terugloopt. Tijdens de Hollandse Oorlog wordt Maaseik ingenomen (1672) en zelfs zwaar versterkt door Vauban. Bij het vertrek van de Fransen (1675) blijft de stad verarmd achter. Van 1677 tot 1681 wordt ze nogmaals bezet, door de Staats-Duitse troepen van de Alliantie. Vervolgens kent Maaseik haar zwaarste stadsbrand ooit (6 mei 1684): bijna een derde van de woningen wordt vernield. Tijdens de Negenjarige Oorlog valt de stad opnieuw ten slachtoffer aan plunderende en brandstichtende troepen.
Ook de 18e eeuw brengt strijd, beginnend bij de Spaanse Successieoorlog, waarin Maaseik door de Staats-Britse troepen van Marlborough wordt bezet (1702–12). In 1734 en 1740 zijn het dan weer Duitse troepen die Maaseik bezetten. Daarna wordt het rustiger, maar de armoede blijft groot, mede door misoogsten. In deze context ontstaan de Bokkenrijdersbenden. De 'eerste bende' (1780–85) staat onder leiding van de Maaseikenaar Henricus Houben, schoenmaker van beroep en bewoner van het huis Markt/Boomgaardstraat. Zijn bende omvat een 40-tal leden, onder andere afkomstig uit Ophoven. In 1785 wordt Houben gevangengenomen en vermoedelijk pleegt hij zelfmoord in de gevangenis. De 'tweede bende' (1790–94) wordt door drossaard Clerckx op wrede wijze opgerold. Meer dan dertig mensen, waaronder veel Maaseikenaars, worden opgehangen. Oud-burgemeester Dionysius van Carlo wordt eveneens beschuldigd van deelname. Bij een foltering bekent hij, maar later herroept hij de bekentenis en pleegt in de gevangenis zelfmoord.
Op 17 september 1794 wordt het Maasland ingenomen door de Frans-revolutionaire troepen onder leiding van Boisset. Op dat moment kent Maaseik vele kloosters, waaronder het Agnetenklooster, voortgekomen uit een begijnhof (sinds 1429), het Kruisherenklooster (vanaf 1476), het Sepulchrijnenklooster (sinds 1495), het Minderbroedersklooster (sinds 1626) en het Capucijnenklooster (sinds 1626). Al deze kloosters worden op last van de Franse overheid opgeheven (1797). In de Franse tijd is Maaseik een kantonnale hoofdplaats in het arrondissement Roermond. In 1815 wordt het een van de acht provinciale steden van de beide Limburgen.
Later lijdt Maaseik economische schade, wanneer krachtens de 24 Artikelen het achterland over de Maas aan Nederland valt. In 1874 opent het station Maaseik, vanwaar spoorlijn 21A naar Hasselt voert. In 1889 krijgt Maaseik een Maasbrug, op dat moment een van de weinige vaste oeververbindingen. Vanaf dan klaart de economische toestand op. Op 1 januari 1977 fuseert Maaseik met de gemeenten Neeroeteren en Opoeteren. Zoals elders in het Maasland speelt de ontginning van grind een grote economische rol. Aanvankelijk gebeurt dit door middel van baggerschepen in het rivierbed van de Maas – waardoor deze nu veel dieper en breder is dan vroeger – maar na 1950 in de uiterwaarden, wat leidt tot uitgestrekte Maasplassen zoals deze te Heerenlaak. De grindwinning wordt in Maaseik stopgezet omstreeks 2000, waarna de Maasplassen zijn heringericht voor waterrecreatie.

## Geografie

### Hydrografie

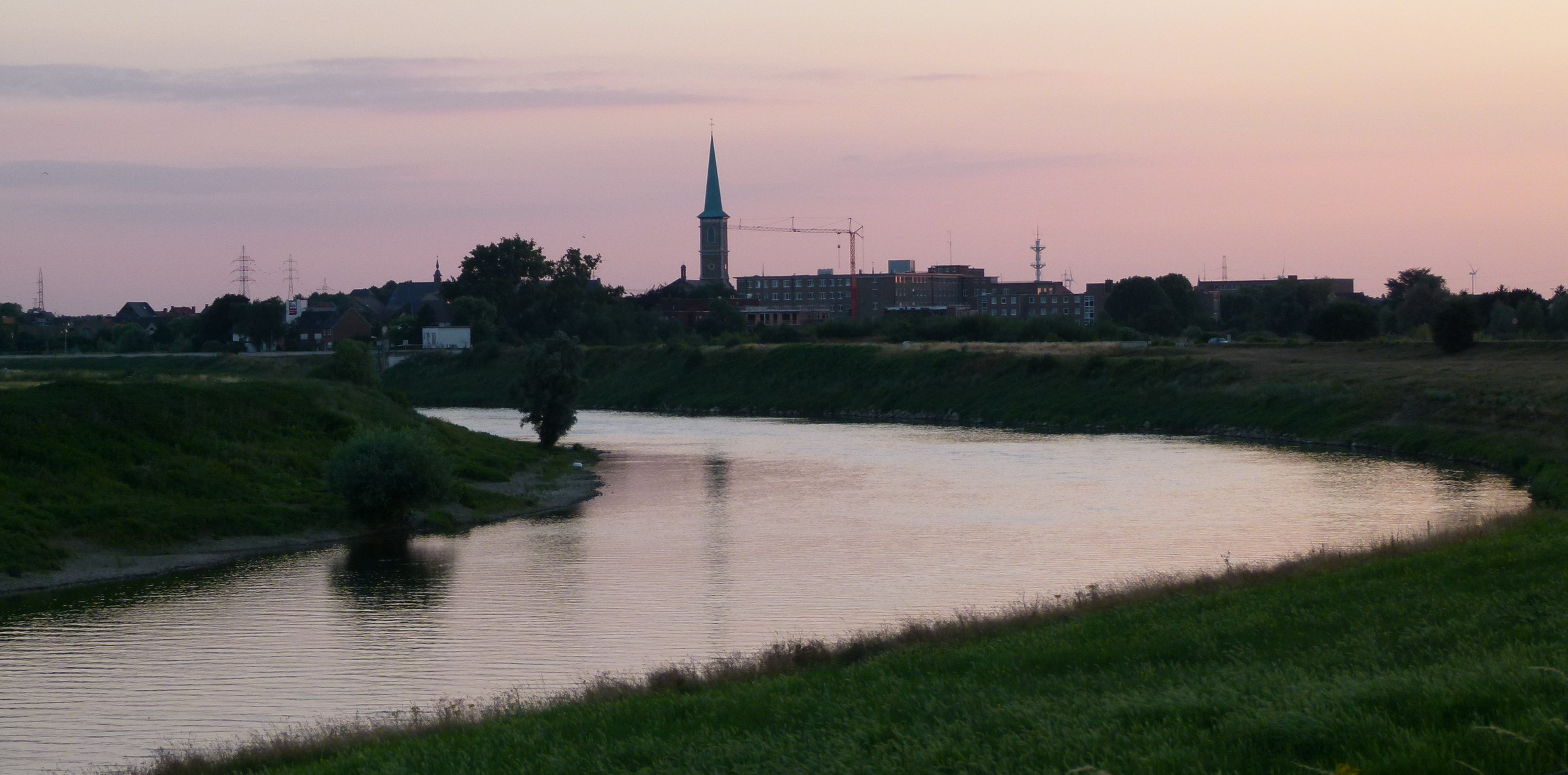
De Maas en de Sint-Catharinakerk

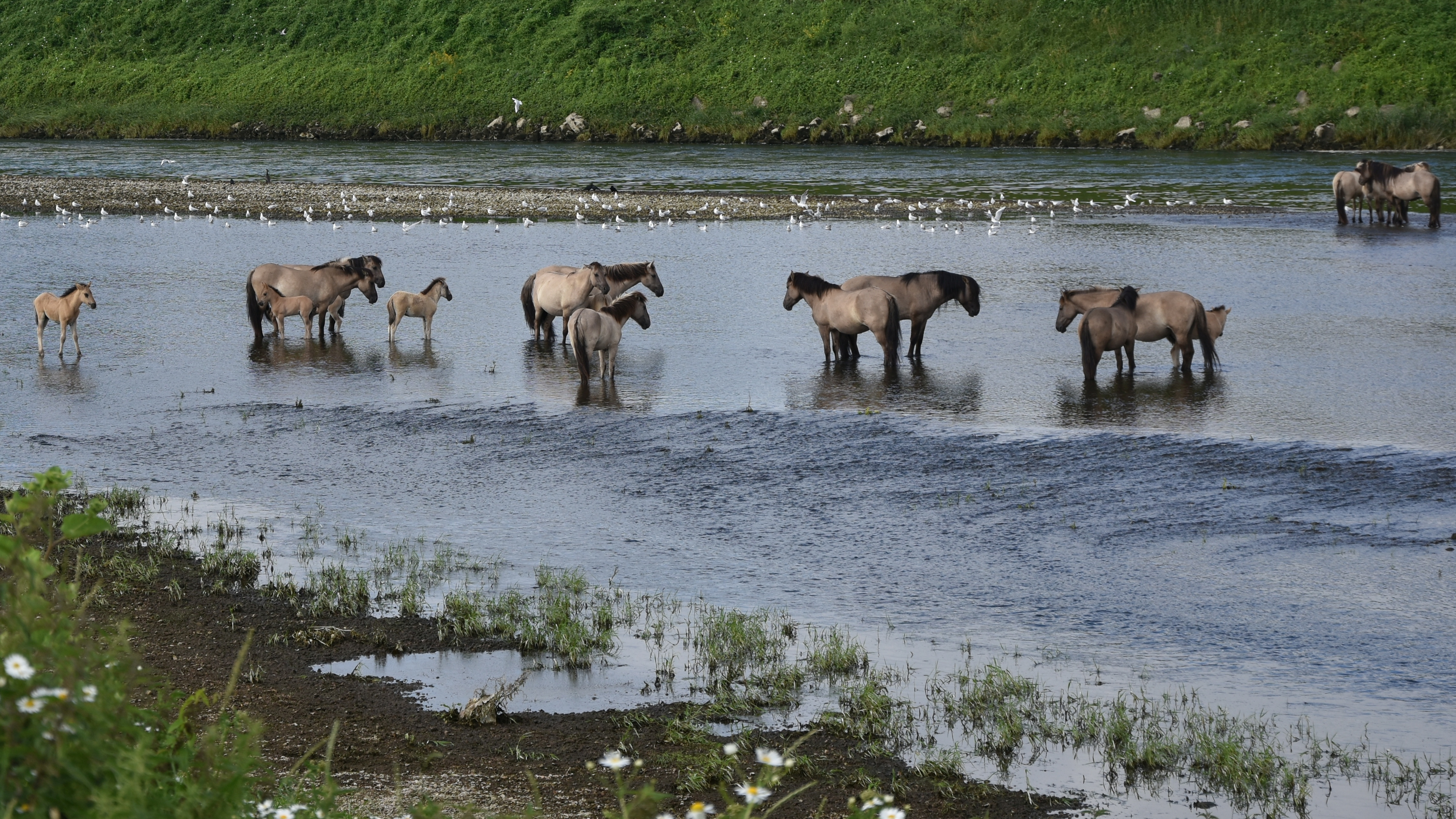
Koniks in de Maas te Maaseik

Maaseik ligt op de linkeroever van de Maas, tegenover het Nederlands-Limburgse dorp Roosteren. De Maas vormt de grens met Nederland, vanwaar de benaming 'Grensmaas'. De gemeente Maaseik maakt deel uit van het Limburgse Maasland, dat bestaat uit de eigenlijke Maasvallei, ongeveer 4 km breed, en de aan weerszijden liggende Maasterrassen. Het laagterras werd duizenden jaren lang uitgesleten bij het meanderen. Tijdens dit proces zette de rivier dikke lagen grind af, dat op grote schaal gedolven wordt. Bij hoogwater worden in de uiterwaarden daarnaast zand, leem en klei afgezet. Doordat bovendien kalk uit de Ardennen wordt aangevoerd, is de bodem erg vruchtbaar.
De stad ligt op een uitloper van het middenterras van de Maas, waardoor ze relatief veilig is voor overstromingen. Ten zuiden (Ganzenkotbeek, Rozenboomgaardbeek, Zanderbeek) en ten noorden (Bosbeek, St.-Jansbergloop, Oude Beek) van de stadskern hebben voormalige beddingen van de Maas gezorgd voor brede laagten. Het laagterras en het middenterras worden van elkaar gescheiden door een steilrand van ongeveer 3 meter hoogte, het 'Maastalud'. Bij St.-Jansberg gaat het middenterras over in de Vlakte van Bocholt. Hier is de bodem relatief onvruchtbaar en drassig. Het in cultuur brengen van deze gebieden begon in de 19e eeuw.
Naast de Maas stromen er drie andere rivieren door de gemeente, en wel:
- De Bosbeek of Oeterbeek, net ten noorden van de stadskern. Ze stroomt ook door Neeroeteren, Opoeteren en Aldeneik en vormt zo een centrale as voor de gemeente.
- De Zanderbeek of Diepbeek, die langs de zuidgrens vloeit. Bij Heppeneert mondt ze uit in de Oude Maas.
- De Witbeek ontspringt voorbij Jagersborg en loopt in noordelijke richting, doorheen de natuurgebieden bij het Gremelslo.

### Deelgemeenten
| # | Naam        | Opp. (km²) | Inwoners (2020) | Inwoners per km² | NIS-code |
| - | ----------- | ---------- | --------------- | ---------------- | -------- |
| 1 | Maaseik     | 25,79      | 11.217          | 435              | 72021A   |
| 2 | Neeroeteren | 32,69      | 9.760           | 299              | 72021B   |
| 3 | Opoeteren   | 18,70      | 4.320           | 231              | 72021C   |

### Woonkernen
De gemeente Maaseik omvat de volgende deelgemeenten met bijhorende woonkernen:
| #   | Naam                                                                                        | Oppervlakte (km²) | Bevolking (2008)          |
| --- | ------------------------------------------------------------------------------------------- | ----------------- | ------------------------- |
| I   | Maaseik - Aldeneik - Heppeneert (incl. Siemkensheuvel) - 't Ven (incl. Gremelslo) - Wurfeld |                   | 10.632 245 357 520 453    |
| II  | Neeroeteren - Berg - Schootsheide - Voorshoven - Waterloos                                  |                   | 9.290 414 1.809 1.185 950 |
| III | Opoeteren - De Riet - Dorne                                                                 |                   | 4.217 297 1.329           |

### Nabijgelegen kernen
Nabijgelegen kernen zijn:Kinrooi, Aldeneik, Roosteren, Ophoven, Heppeneert, Elen

## Demografie

### Demografische ontwikkeling voor de fusie
- Bronnen:NIS 1831 t/m 1970=volkstellingen; 1976 = inwonertal per 31 december

### Demografische ontwikkeling van de fusiegemeente
Alle historische gegevens hebben betrekking op de huidige gemeente, inclusief deelgemeenten, zoals ontstaan na de fusie van 1 januari 1977.
- Bronnen:NIS, Opm:1831 tot en met 1981=volkstellingen; 1990 en later= inwonertal op 1 januari

| Inwoners van jaar tot jaar op 1 januari 1992 tot heden | Inwoners van jaar tot jaar op 1 januari 1992 tot heden | Inwoners van jaar tot jaar op 1 januari 1992 tot heden |
| jaar                                                   | Aantal                                                 | Evolutie: 1992=index 100                               |
| ------------------------------------------------------ | ------------------------------------------------------ | ------------------------------------------------------ |
| 1992                                                   | 21.474                                                 | 100,0                                                  |
| 1993                                                   | 21.706                                                 | 101,1                                                  |
| 1994                                                   | 21.930                                                 | 102,1                                                  |
| 1995                                                   | 22.103                                                 | 102,9                                                  |
| 1996                                                   | 22.153                                                 | 103,2                                                  |
| 1997                                                   | 22.463                                                 | 104,6                                                  |
| 1998                                                   | 22.575                                                 | 105,1                                                  |
| 1999                                                   | 22.673                                                 | 105,6                                                  |
| 2000                                                   | 22.852                                                 | 106,4                                                  |
| 2001                                                   | 23.123                                                 | 107,7                                                  |
| 2002                                                   | 23.193                                                 | 108,0                                                  |
| 2003                                                   | 23.360                                                 | 108,8                                                  |
| 2004                                                   | 23.504                                                 | 109,5                                                  |
| 2005                                                   | 23.564                                                 | 109,7                                                  |
| 2006                                                   | 23.631                                                 | 110,0                                                  |
| 2007                                                   | 23.879                                                 | 111,2                                                  |
| 2008                                                   | 24.145                                                 | 112,4                                                  |
| 2009                                                   | 24.457                                                 | 113,9                                                  |
| 2010                                                   | 24.570                                                 | 114,4                                                  |
| 2011                                                   | 24.724                                                 | 115,1                                                  |
| 2012                                                   | 24.828                                                 | 115,6                                                  |
| 2013                                                   | 24.891                                                 | 115,9                                                  |
| 2014                                                   | 24.969                                                 | 116,3                                                  |
| 2015                                                   | 25.115                                                 | 117,0                                                  |
| 2016                                                   | 25.133                                                 | 117,0                                                  |
| 2017                                                   | 25.233                                                 | 117,5                                                  |
| 2018                                                   | 25.201                                                 | 117,4                                                  |
| 2019                                                   | 25.317                                                 | 117,9                                                  |
| 2020                                                   | 25.310                                                 | 117,9                                                  |
| 2021                                                   | 25.389                                                 | 118,2                                                  |
| 2022                                                   | 25.524                                                 | 118,9                                                  |
| 2023                                                   | 25.737                                                 | 119,9                                                  |
| 2024                                                   | 23.823                                                 | 120,3                                                  |
| 2025                                                   | 23.827                                                 | 120,3                                                  |

## Politiek

### Structuur
De stad Maaseik ligt in het kieskanton Maaseik en het provinciedistrict Maasmechelen, het kiesarrondissement Hasselt-Tongeren-Maaseik (identiek aan de kieskring Limburg).
| Maaseik          | Maaseik          | Supranationaal         | Nationaal                         | Nationaal          | Gemeenschap       | Gewest            | Provincie         | Arrondissement           | Provinciedistrict | Kanton          | Gemeente        |
| ---------------- | ---------------- | ---------------------- | --------------------------------- | ------------------ | ----------------- | ----------------- | ----------------- | ------------------------ | ----------------- | --------------- | --------------- |
| Administratief   | Niveau           | Europese Unie          | België                            | België             | Vlaanderen        | Vlaanderen        | Limburg           | Maaseik                  | Maaseik           | Maaseik         | Maaseik         |
| Administratief   | Bestuur          | Europese Commissie     | Belgische regering                | Belgische regering | Vlaamse regering  | Vlaamse regering  | Deputatie         | Deputatie                | Deputatie         | Deputatie       | Gemeentebestuur |
| Administratief   | Raad             | Europees Parlement     | Kamer van volksvertegenwoordigers | Vlaams Parlement   | Vlaams Parlement  | Vlaams Parlement  | Provincieraad     | Provincieraad            | Provincieraad     | Provincieraad   | Gemeenteraad    |
| Kiesomschrijving | Kiesomschrijving | Nederlands Kiescollege | Kieskring Limburg                 | Kieskring Limburg  | Kieskring Limburg | Kieskring Limburg | Kieskring Limburg | Hasselt-Tongeren-Maaseik | Maasmechelen      | Maaseik         | Maaseik         |
| Verkiezing       | Verkiezing       | Europese               | Federale                          | Federale           | Vlaamse           | Vlaamse           | Provincieraads-   | Provincieraads-          | Provincieraads-   | Provincieraads- | Gemeenteraads-  |

### (Voormalige) burgemeesters
| Tijdspanne | Tijdspanne  | Burgemeester                                     |
| ---------- | ----------- | ------------------------------------------------ |
|            | 1830 - 1842 | Maximiliaan Vlecken                              |
|            | 1842 - 1848 | Louis Nyssens                                    |
|            | 1848 - 1854 | Jean Jacques Wouters                             |
|            | 1854 - 1872 | Herman Schoolmeesters (Liberale Partij)          |
|            | 1876 - 1879 | Pierre Schoolmeesters (Kath. Partij)             |
|            | 1879 - 1881 | Henri Schoolmeesters (Lib. Partij)               |
|            | 1884 - 1888 | Pierre Schoolmeesters (Kath. Partij)             |
|            | 1888 - 1912 | Ferdinand Verkissen (Kath. Partij / Lib. Partij) |
|            | 1912 - 1921 | Louis Driessen (Kath. Partij)                    |
|            | 1921 - 1931 | Winand Timmermans (Kath. Partij)                 |

| Tijdspanne | Tijdspanne   | Burgemeester                  |
| ---------- | ------------ | ----------------------------- |
|            | 1933 - ?     | Fernand Philips (Lib. Partij) |
|            | ? - ?        | Eugène Stiels                 |
|            | ? - ?        | Henri Vanderdonck             |
|            | ? - ?        | Mathieu Claessens             |
|            | ? - ?        | Jules Gutschoven              |
|            | ? - ?        | Mathieu Segers                |
|            | 1983         | Hubert Rubens (SP)            |
|            | 1984 - 2000  | Ghislain Vermassen (SP)       |
|            | 2001 - 2018  | Jan Creemers (CD&V)           |
|            | 2019 - 2025  | Johan Tollenaere (Open Vld)   |
|            | 2025 - heden | Gunter Haeldermans (CD&V+)    |

### Geschiedenis

#### Legislatuur 2013-2018
De liberalen trokken deze verkiezingen in verdeelde slagorde naar de kiezer. Enerzijds was er de kieslijst van Open Vld, anderzijds de kieslijst VOLU!T. De socialisten van hun kant trokken naar de kiezer onder de naam VOORUIT!. Na de verkiezingen diende VOORUIT! een klacht in bij de Raad voor Verkiezingsbetwistingen, nadat was gebleken dat de bij de kiezers verwarring was geweest tussen hun naam en die van de liberale lijst VOLU!T. De klacht werd echter verworpen. Burgemeester werd Jan Creemers (CD&V). Hij leidde een coalitie bestaande uit CD&V, VOLUIT en VOORUIT. Samen vormden ze de meerderheid met 15 op 27 zetels.

#### Legislatuur 2019-2025
Bij de verkiezingen van 14 oktober 2018 werd Open Vld de grootste partij in Maaseik. De partij vormde een coalitie met het socialistische PRO3680 en de N-VA, die samen 18 van de 29 zetels in de gemeenteraad hadden behaald. Johan Tollenaere (Open Vld) werd burgemeester.

#### Legislatuur 2025-2030
Bij de verkiezingen van 13 oktober 2024 verloor Team Burgemeester (het vroegere Open Vld) haar positie als grootste partij aan CD&V Plus. Deze ging in zee met PRO3680 en N-VA, die samen 16 van de 29 zetels hadden behaald. Gunter Haeldermans (CD&V plus) werd burgemeester. Vanwege een uiteindelijk verworpen klacht van Team Burgemeester over mogelijke onregelmatigheden bij de verkiezingen werd het nieuwe gemeentebestuur pas op 9 januari 2025 officieel geïnstalleerd.

#### Resultaten gemeenteraadsverkiezingen sinds 1976
| Partij of kartel     | Partij of kartel                                          | 10-10-1976 | 10-10-1976 | 10-10-1982 | 10-10-1982 | 9-10-1988 | 9-10-1988 | 9-10-1994 | 9-10-1994 | 8-10-2000 | 8-10-2000 | 8-10-2006 | 8-10-2006 | 14-10-2012 | 14-10-2012 | 14-10-2018 | 14-10-2018 | 13-10-2024 | 13-10-2024 |
| Stemmen / Zetels     | Stemmen / Zetels                                          | %          | 25         | %          | 27         | %         | 27        | %         | 27        | %         | 27        | %         | 27        | %          | 27         | %          | 29         | %          | 29         |
| -------------------- | --------------------------------------------------------- | ---------- | ---------- | ---------- | ---------- | --------- | --------- | --------- | --------- | --------- | --------- | --------- | --------- | ---------- | ---------- | ---------- | ---------- | ---------- | ---------- |
|                      | SP1/ sp.a-spirit2/ Vooruit!3/ PRO36804                    | 10,651     | 2          | 17,381     | 4          | 35,941    | 10        | 32,641    | 11        | 26,41     | 8         | 21,492    | 6         | 16,033     | 4          | 18,64      | 6          | 14,24      | 4          |
|                      | CVP1/ CD&V+N-VAA/ CD&V2/ CD&V Plus3                       | 44,731     | 13         | 34,071     | 10         | 33,781    | 10        | 23,11     | 7         | 30,441    | 9         | 33,32A    | 9         | 26,102     | 8          | 22,72      | 7          | 31,23      | 10         |
|                      | VU1/ EV2/ CD&V+N-VAA/ N-VA3                               | 131        | 3          | -          |            | 17,971    | 4         | 17,182    | 5         | -         |           | 33,32A    | 9         | 20,043     | 6          | 14,93      | 4          | 10,83      | 2          |
|                      | PVV1/ ZO2/ VLD3/ VLD-Plus4/ Open Vld5/ Team Burgemeester6 | 17,171     | 4          | 27,312     | 8          | 12,311    | 3         | 15,313    | 4         | 24,543    | 7         | 26,864    | 7         | 15,865     | 4          | 25,05      | 8          | 28,96      | 9          |
|                      | VOLU!T1/ Voluit2                                          | -          |            | -          |            | -         |           | -         |           | -         |           | -         |           | 12,691     | 3          | 4,52       | 0          | -          |            |
|                      | Vlaams Blok1/ Vlaams Belang2                              | -          |            | -          |            | -         |           | 3,871     | 0         | 10,271    | 2         | 18,322    | 5         | 9,292      | 2          | 14,32      | 4          | 14,8       | 4          |
|                      | Vivant                                                    | -          |            | -          |            | -         |           | -         |           | 5,77      | 1         | -         |           | -          |            | -          |            | -          |            |
|                      | VVB                                                       | -          |            | -          |            | -         |           | 3,53      | 0         | -         |           | -         |           | -          |            | -          |            | -          |            |
|                      | OETER1 / OVB2                                             | 14,451     | 3          | 21,232     | 5          | -         |           | -         |           | -         |           | -         |           | -          |            | -          |            | -          |            |
| Totaal stemmen       | Totaal stemmen                                            | 11848      | 11848      | 13292      | 13292      | 14409     | 14409     | 14938     | 14938     | 15703     | 15703     | 16414     | 16414     | 16421      | 16421      | 16438      | 16438      | 10529      | 10529      |
| Opkomst %            | Opkomst %                                                 |            |            |            |            | 96,98     | 96,98     | 96,08     | 96,08     | 95,22     | 95,22     | 95,96     | 95,96     | 92,81      | 92,81      | 92,5       | 92,5       | 58,6       | 58,6       |
| Blanco en ongeldig % | Blanco en ongeldig %                                      | 3,23       | 3,23       | 5,69       | 5,69       | 4,97      | 4,97      | 4,12      | 4,12      | 4,39      | 4,39      | 4,53      | 4,53      | 6,52       | 6,52       | 5,8        | 5,8        | 0,7        | 0,7        |

De zetels van de gevormde coalitie staan vetjes afgedrukt. De grootste partij staat in kleur.

## Bezienswaardigheden

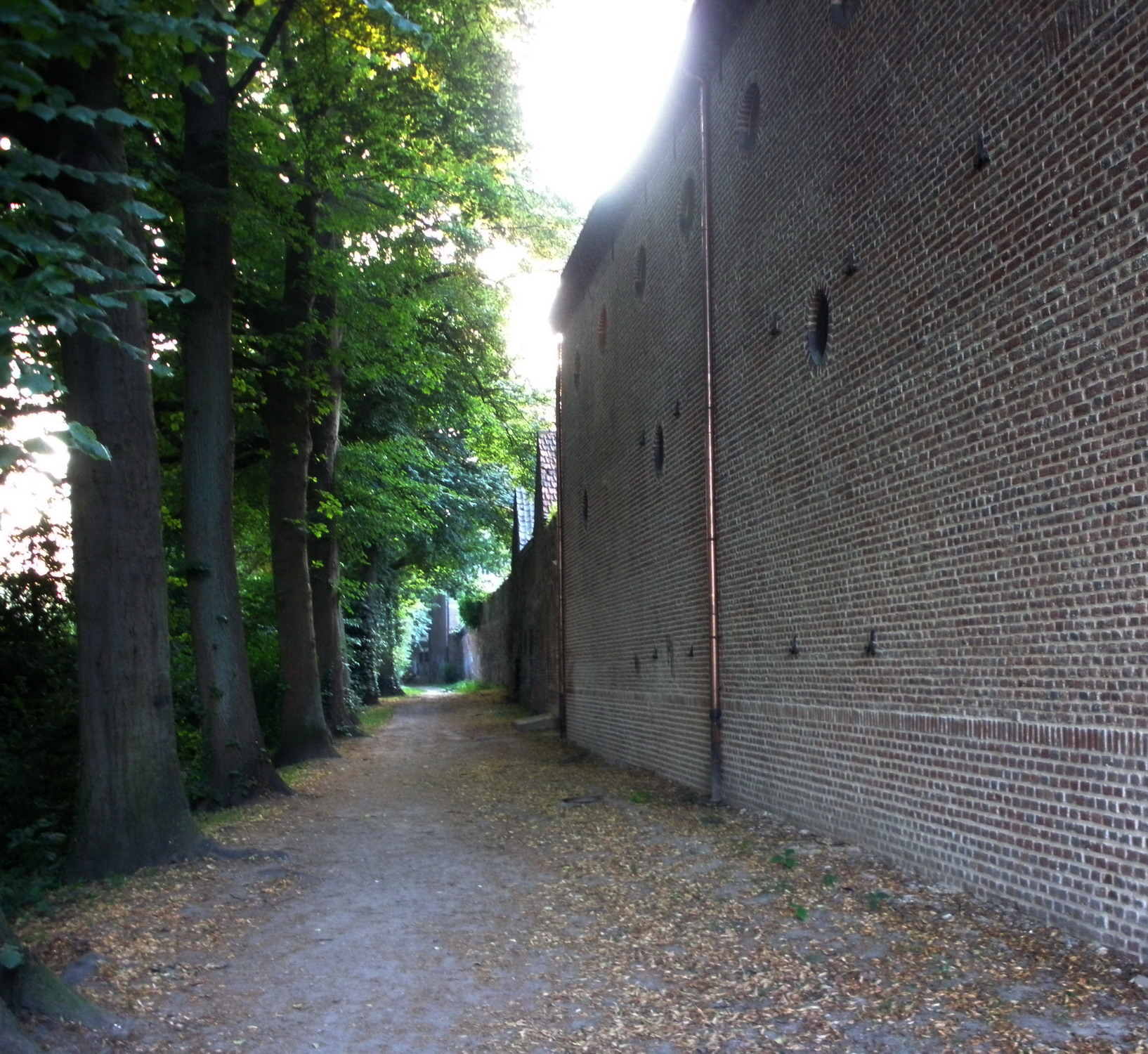
Restant van de wallen van Maaseik bij de Walstraat

Het typische, planmatige stratenpatroon uit de tijd van de stichting van de stad is nog steeds duidelijk herkenbaar: vanaf de centraal gelegen Markt vertrekken een noord-zuid- en een oost-westas. Ook het verloop van de wallen van Maaseik is nog grotendeels zichtbaar. De stadspoorten waren de Bospoort (westen), de Hepper Poort (zuiden), de Bleumer Poort (oosten) en de Eiker Poort (noorden).
In Maaseik bevinden zich een groot aantal gebouwen en objecten die tot het cultureel erfgoed in België behoren.

### Kerken en kloosters
- De deels romaanse Sint-Annakerk, een overblijfsel van het klooster van Aldeneik
- Het Agnetenklooster, voortgekomen uit een begijnhof, vanaf 1429
- Het Sepulchrijnenklooster, vanaf 1495
- De barokke Minderbroederskerk en het voormalige Minderbroeders-, later Ursulinenklooster
- De eveneens barokke Kapucijnenkerk
- De Kruisheren- of Sint-Jacobskerk met een fraai rococo-interieur
- De neoklassieke Sint-Catharinakerk met een belangrijke schatkamer

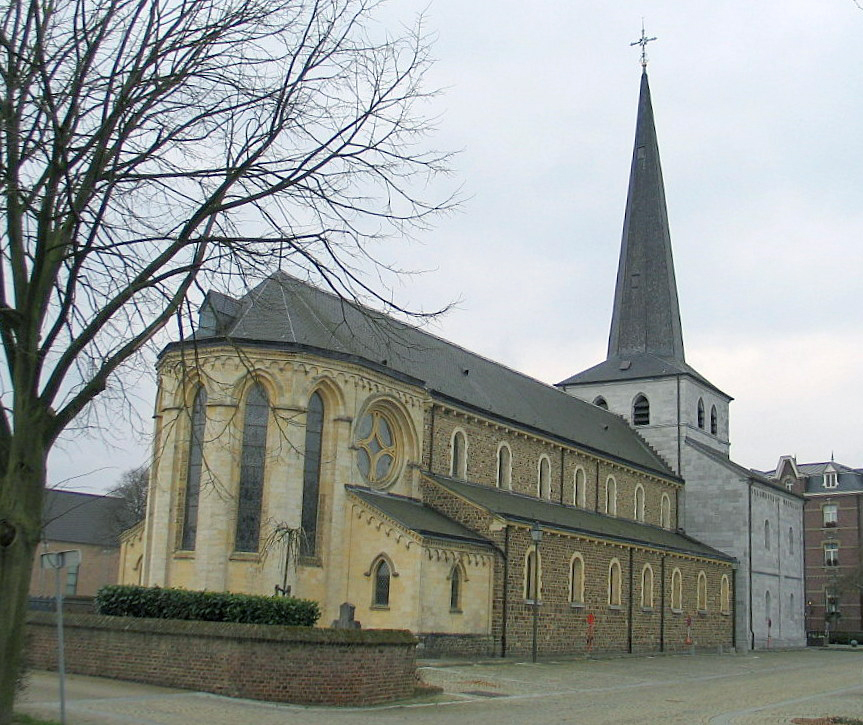
St-Annakerk, Aldeneik
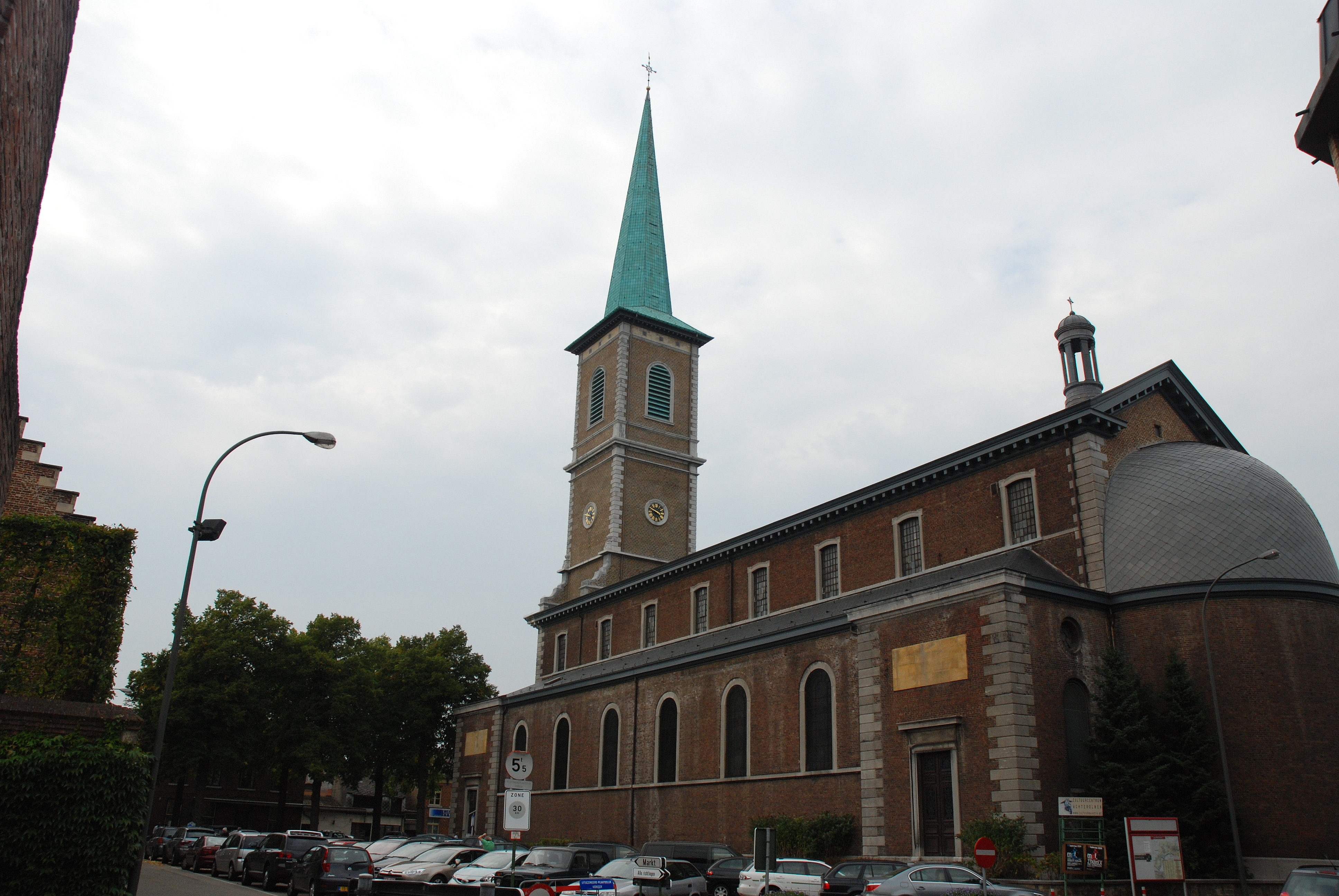
Sint-Catharinakerk
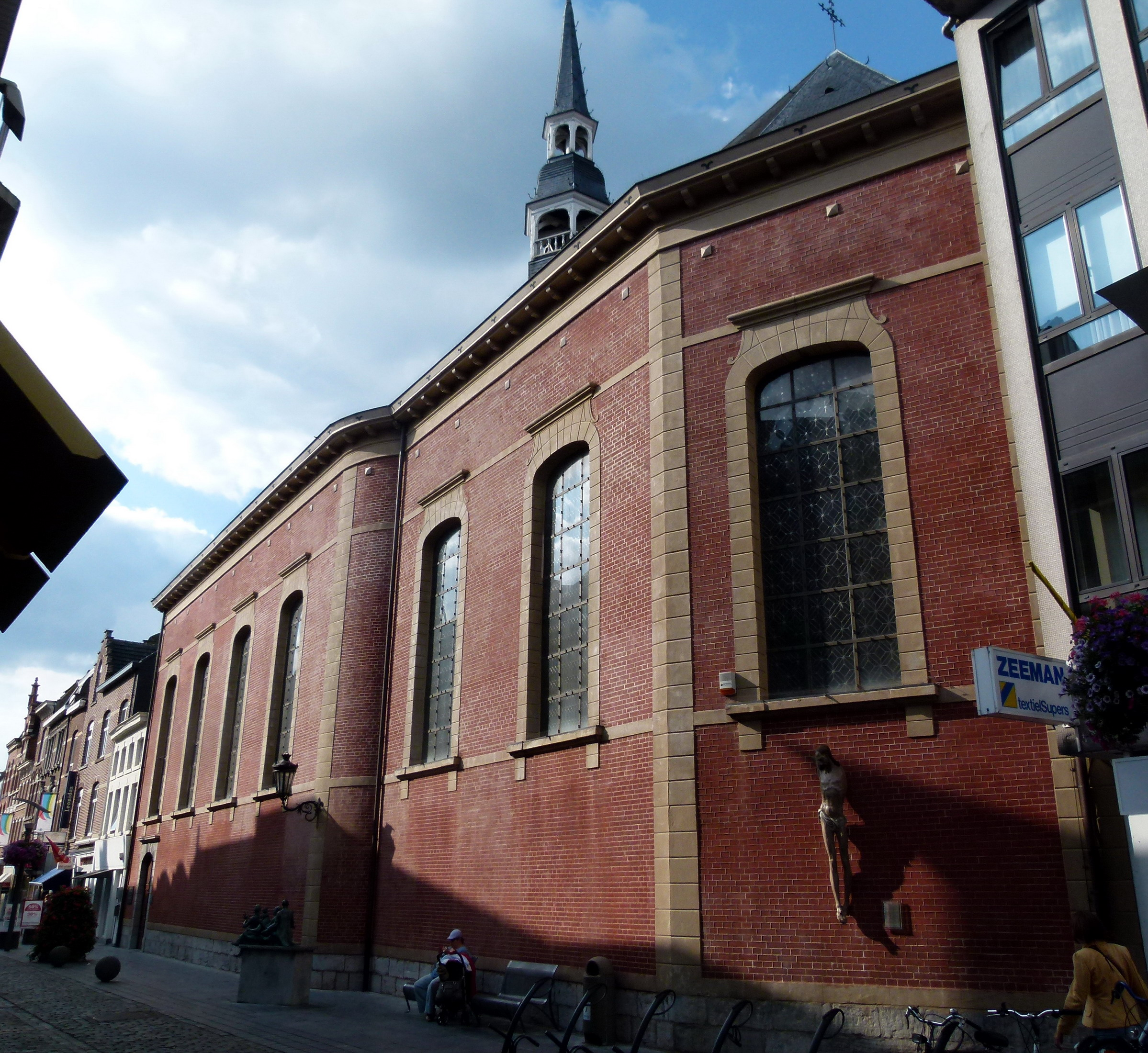
Kruisherenkerk
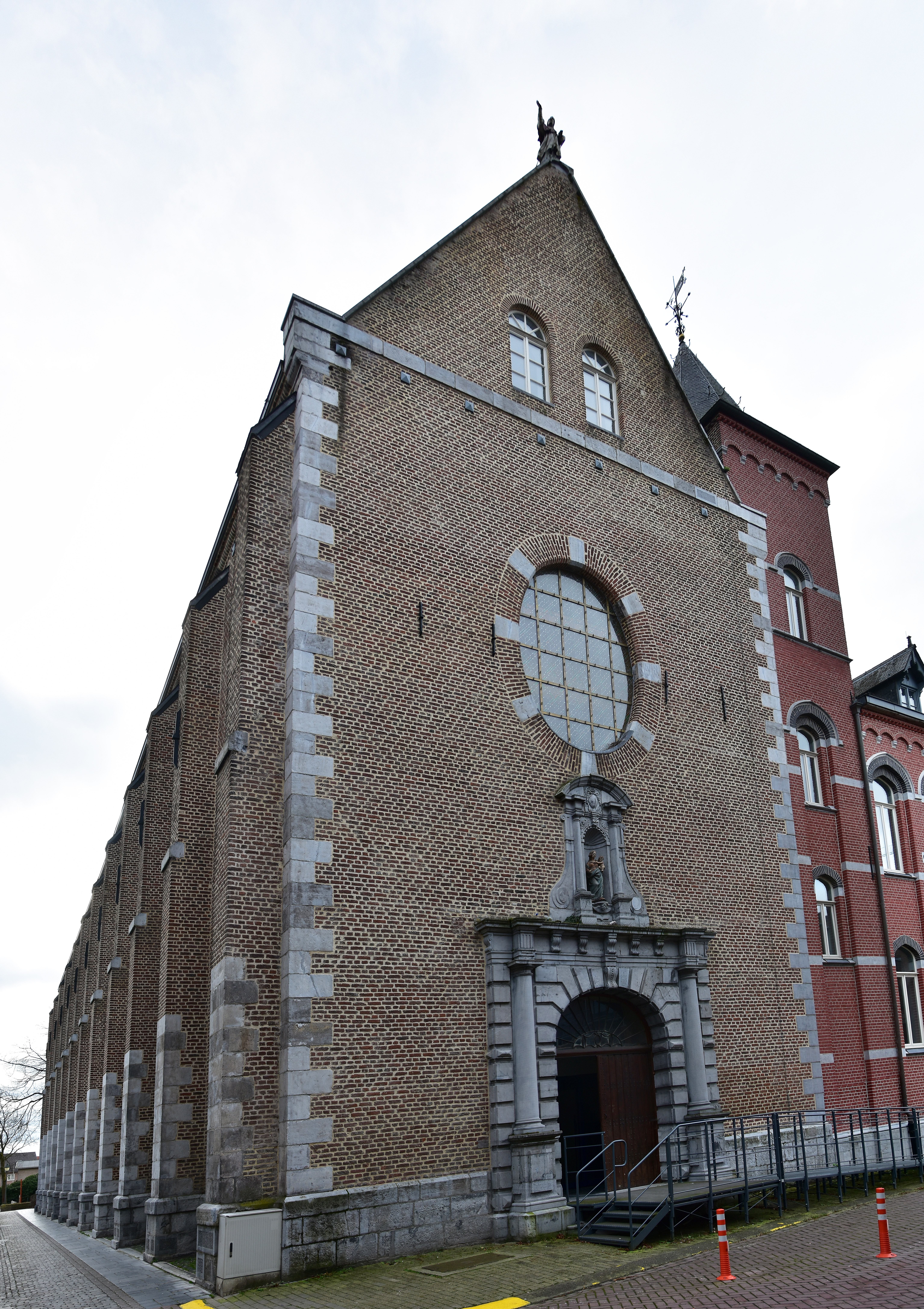
Minderbroederskerk

### Wereldlijke gebouwen en andere bezienswaardigheden
- Het 18e-eeuwse stadhuis op de Markt
- De Luikse perroen op de Markt, een symbool van het Luikse recht
- Standbeeld van de Gebroeders Van Eyck, op de Markt, ingehuldigd op 5 september 1864. Vervaardigd door Leopold Wiener. De stadseik (Vast als Eyck by der Mase) moest gekapt worden om het beeld een centrale plaats op de Markt te geven. Uit het hout van de eik werden stoelen voor de raadszaal vervaardigd.
- Een beeldengroep in de Bosstraat die de kwaliteiten van de Maaseikenaren verbeeldt: "kaal (=verwaand), lui, lekker en hovaardig"
- Een groot aantal Maaslandse renaissancegevels, onder meer op de Markt en in de Bosstraat
- Overblijfselen van de wallen van Maaseik

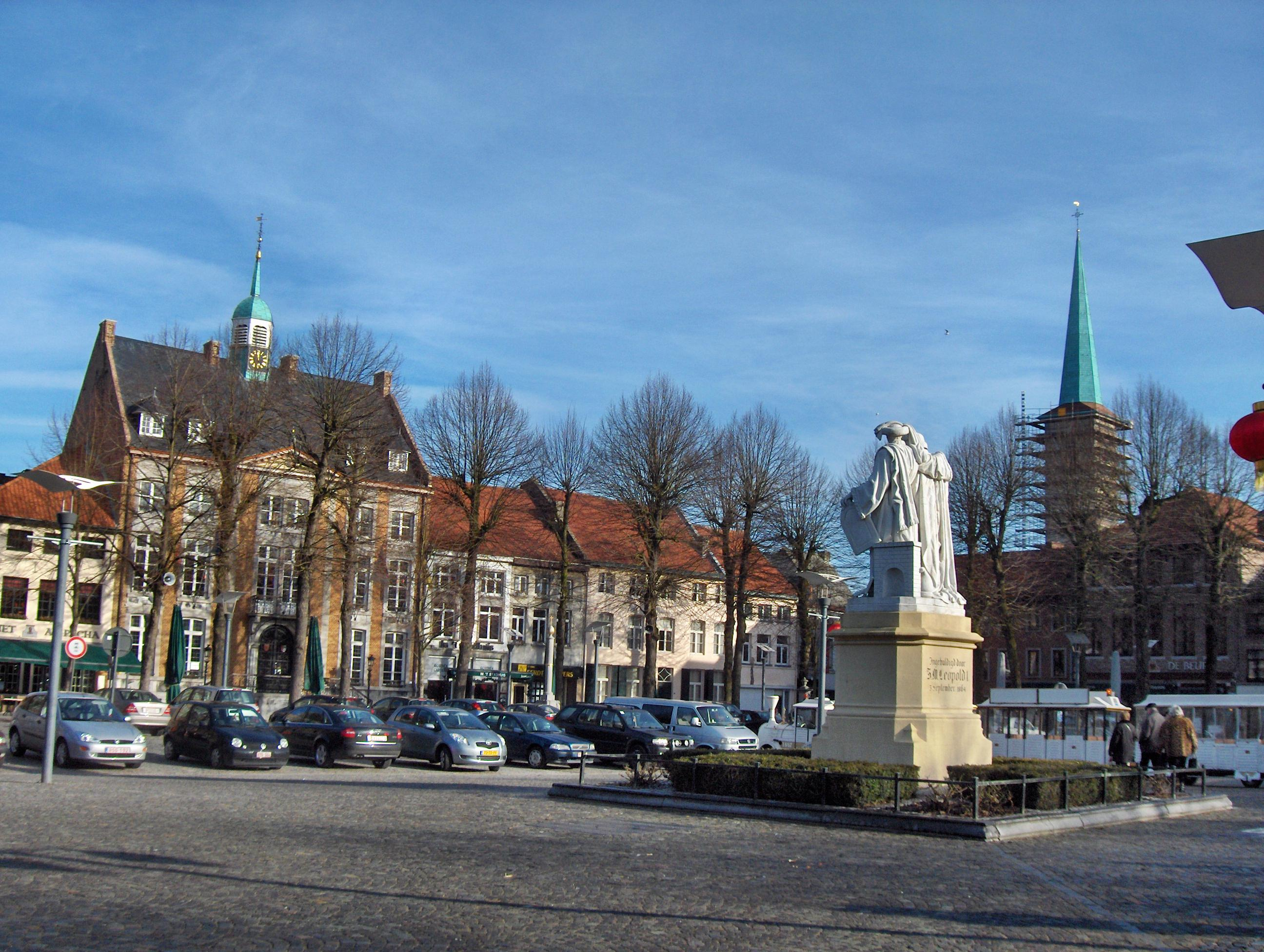
Overzicht Markt
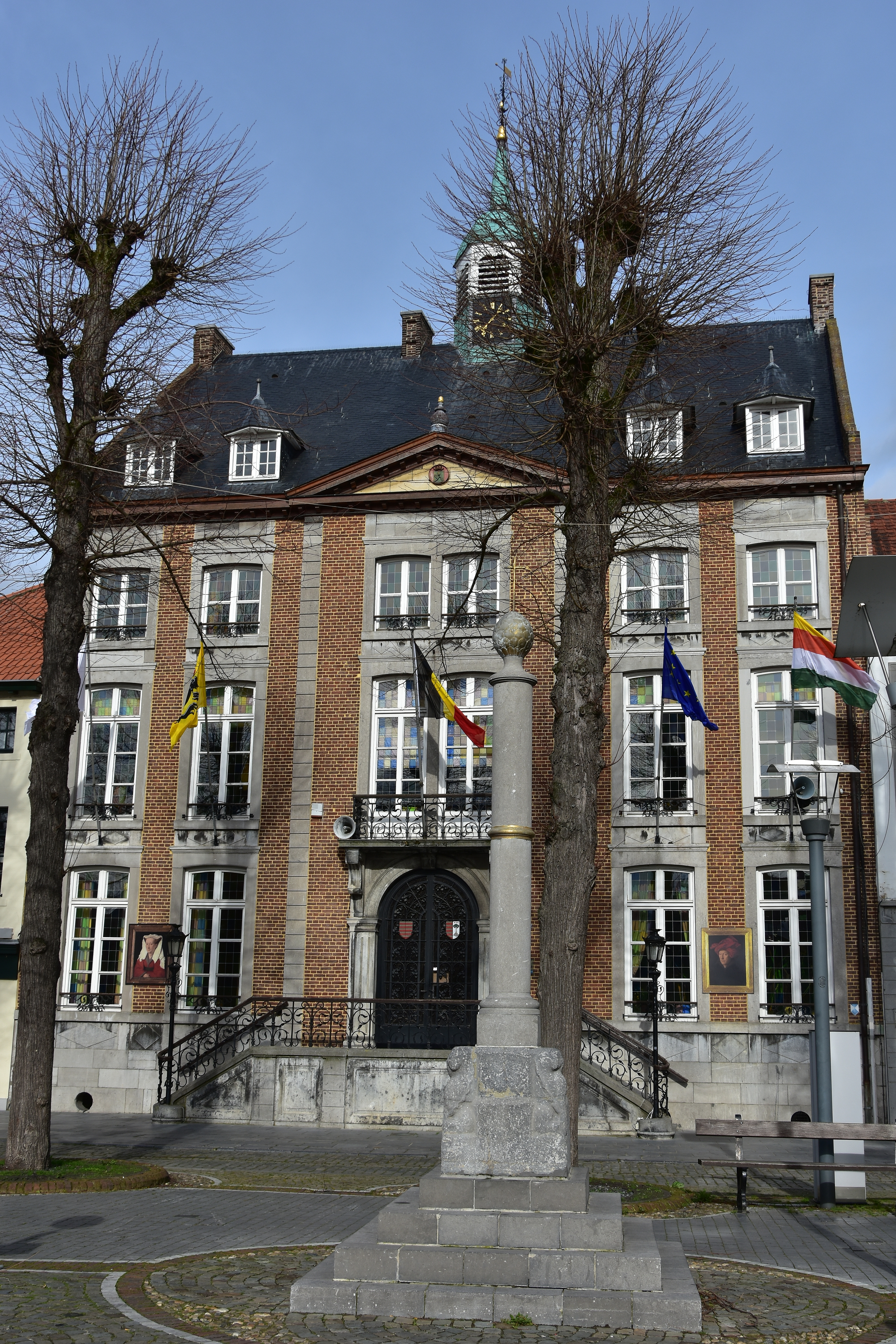
Stadhuis en Luikse perroen
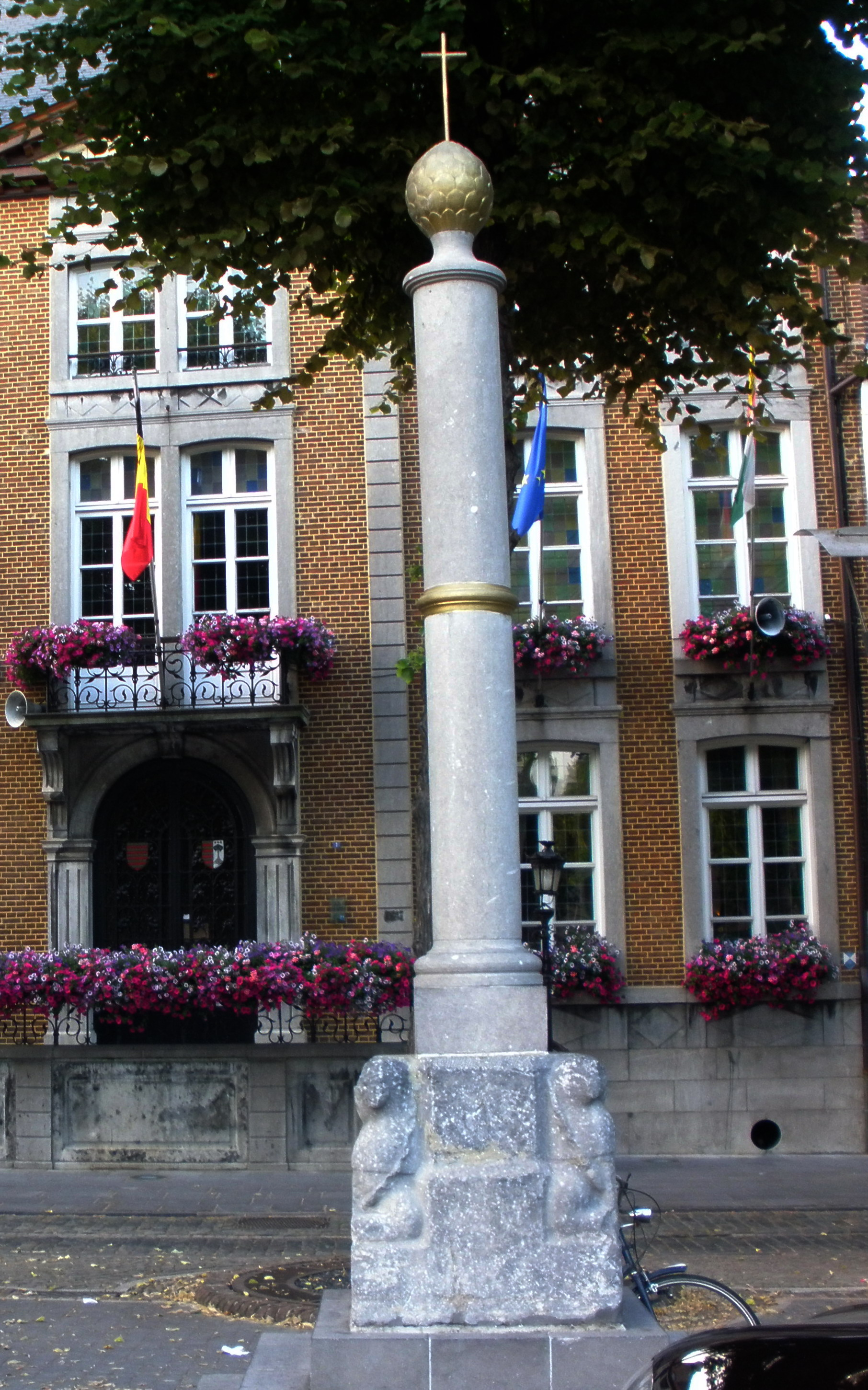
Luikse perroen
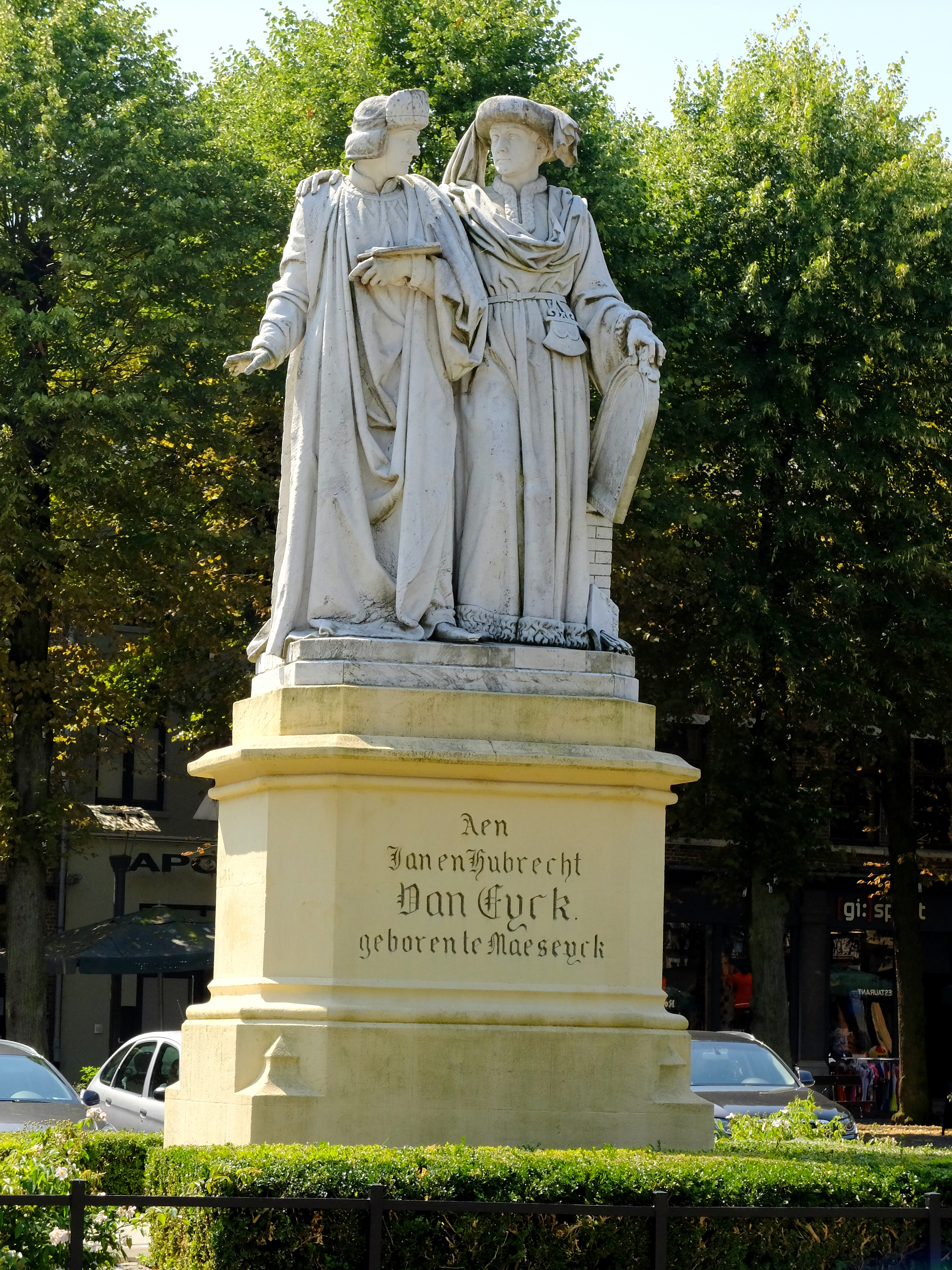
Gebroeders Van Eyck
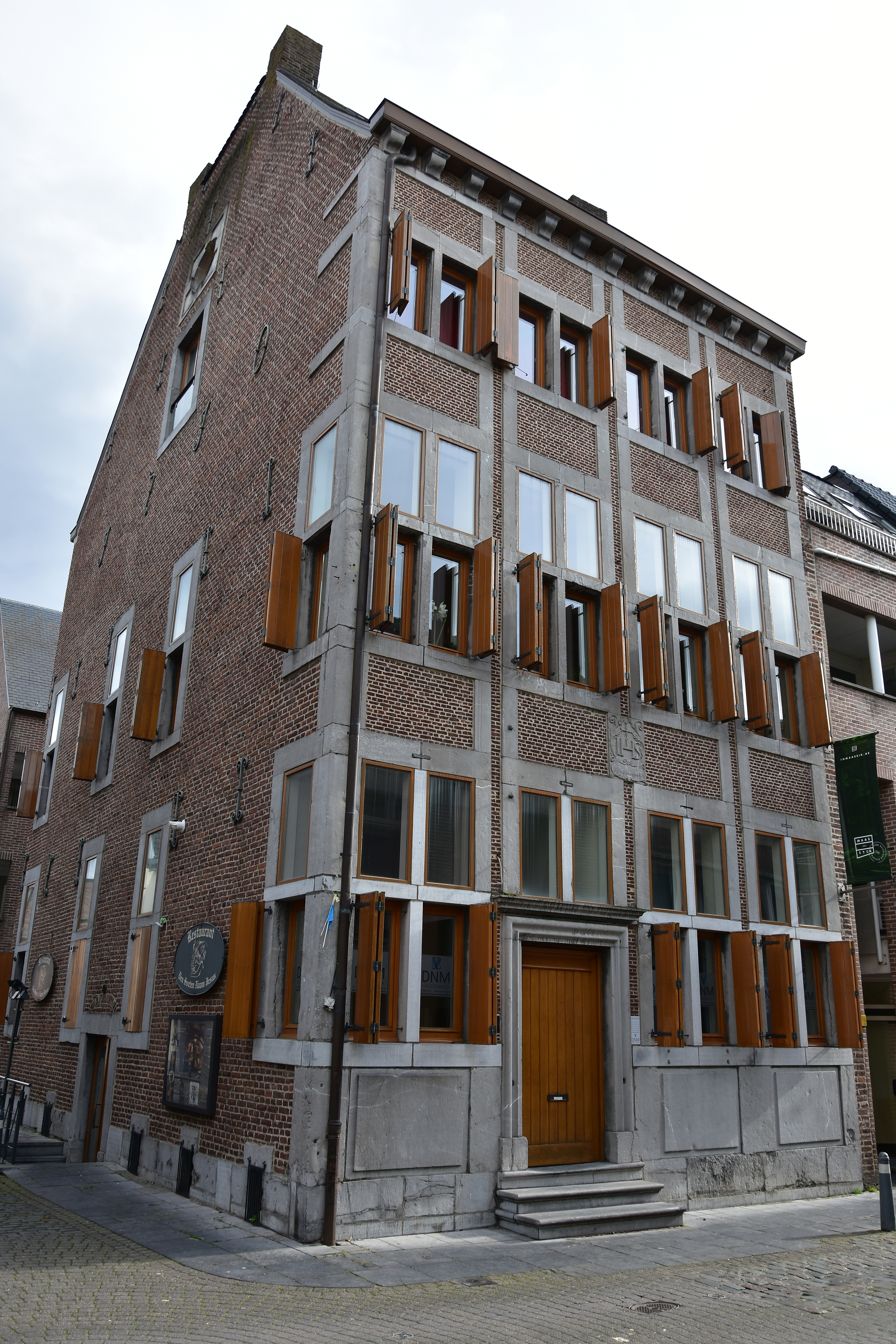
In de Soeten Naem
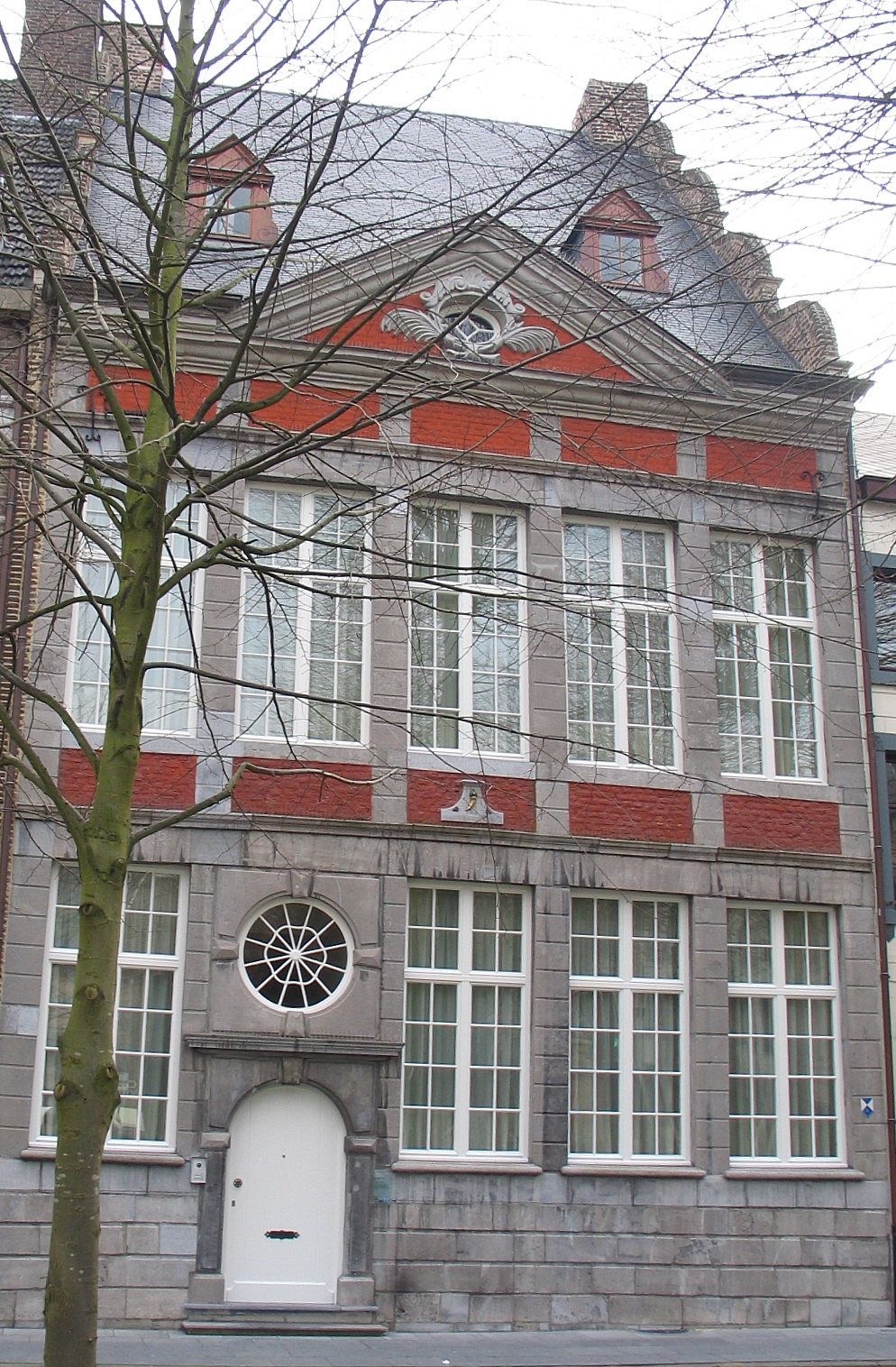
Het Gulden Hert
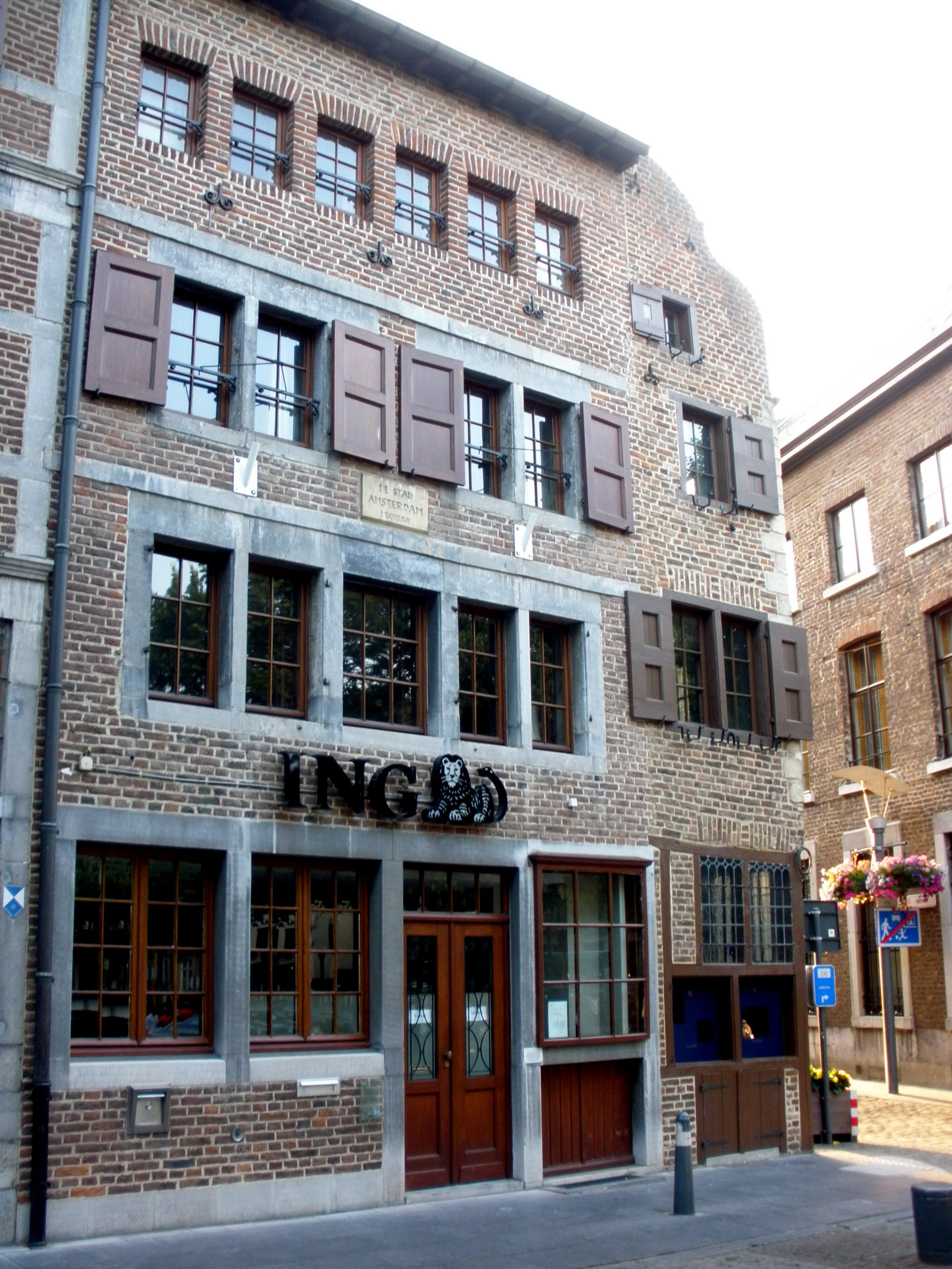
De Stadt Amsterdam
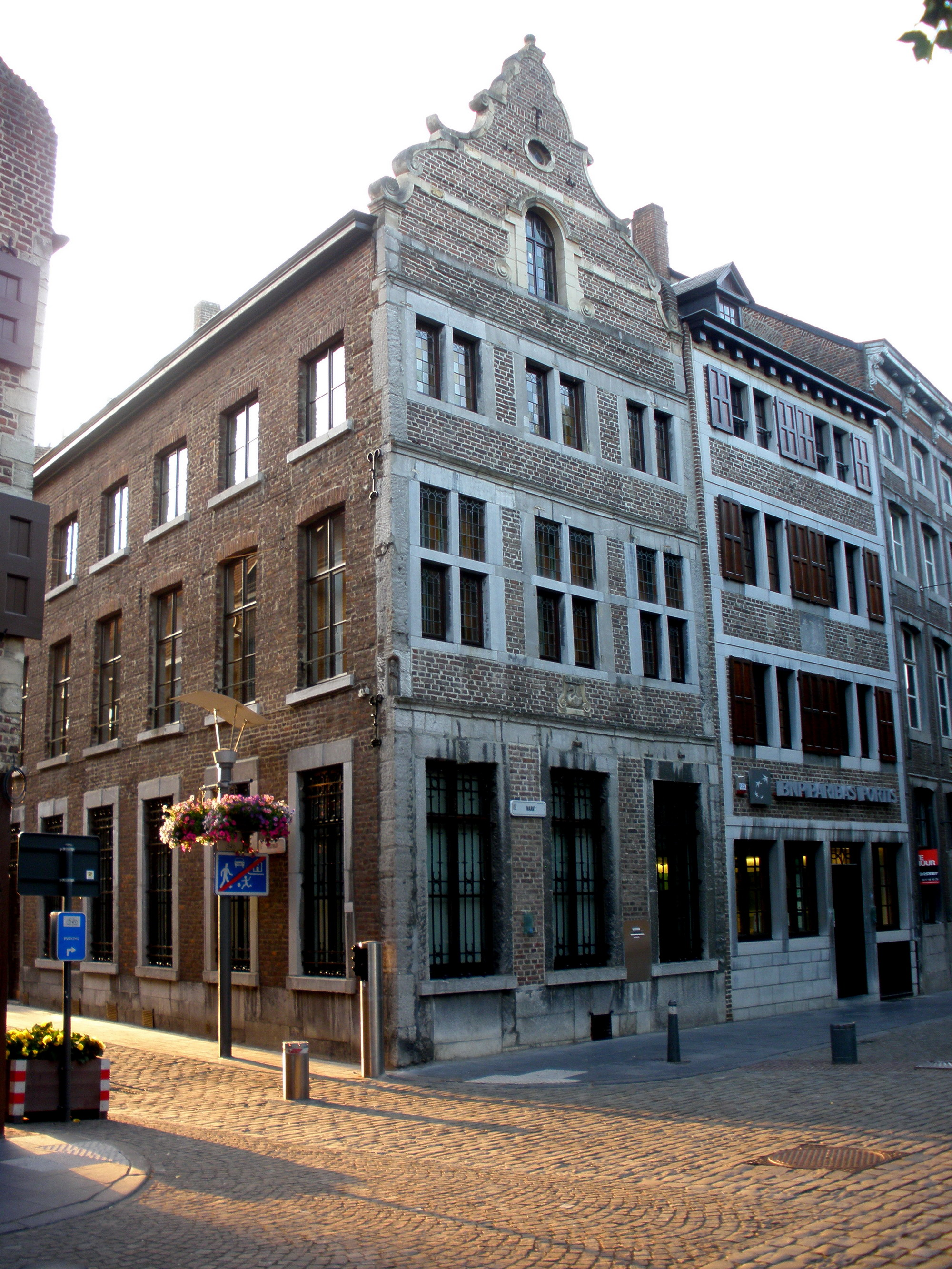
Hoek Markt-Bosstraat
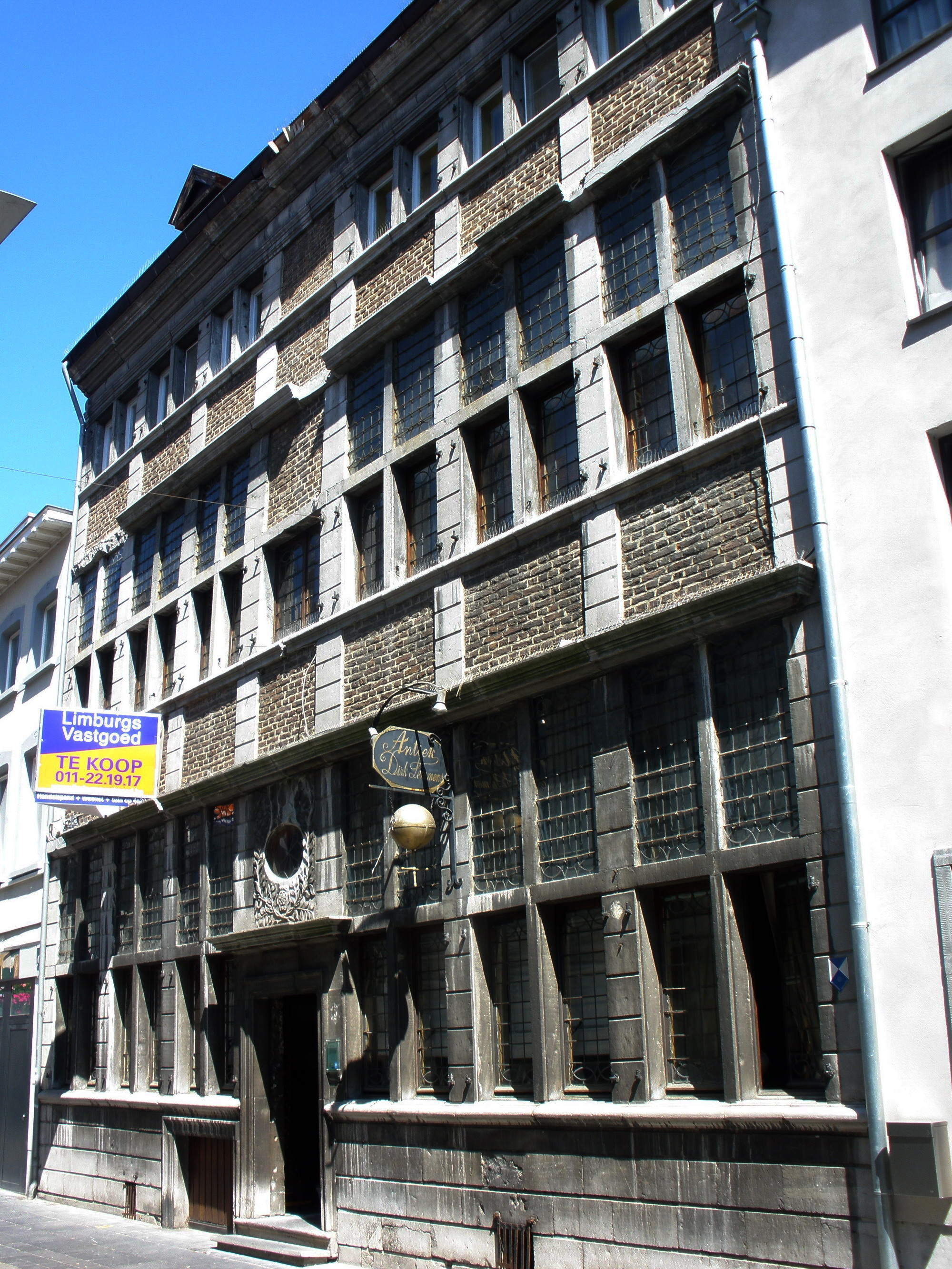
Bosstraat nr 7
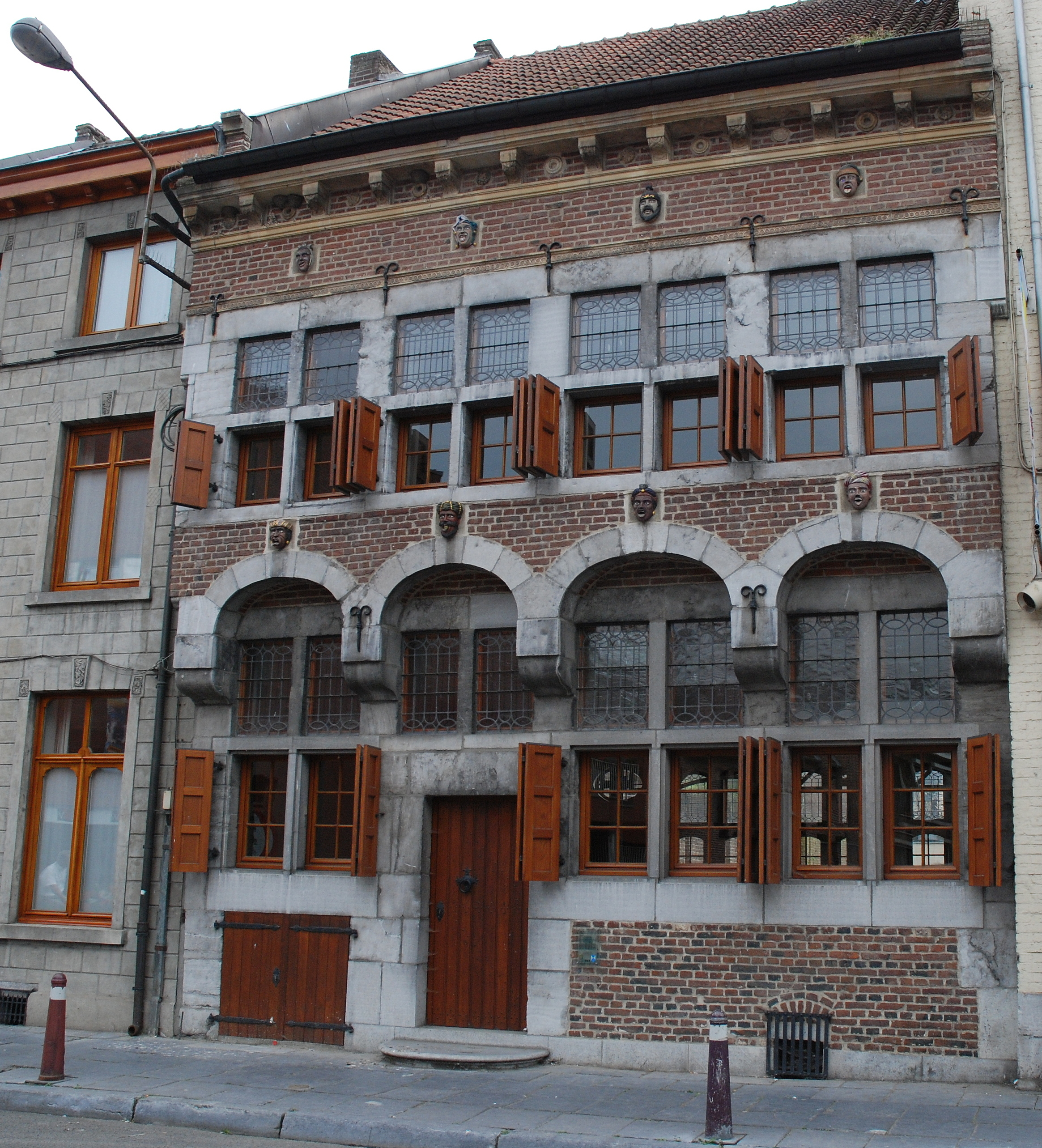
Den Gapert

## Cultuur

### Musea

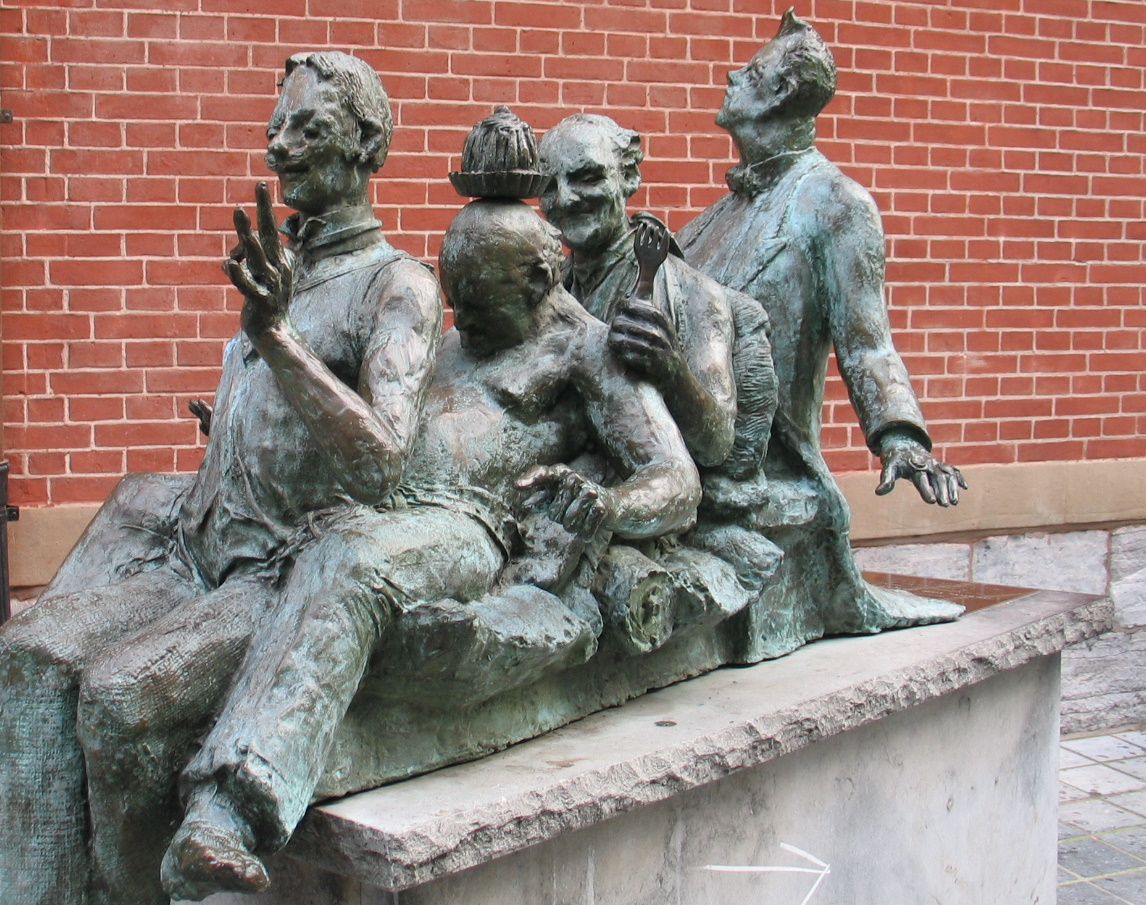
Kaal, lui, lekker en hovaardig van Roland Rens (1952-2007)

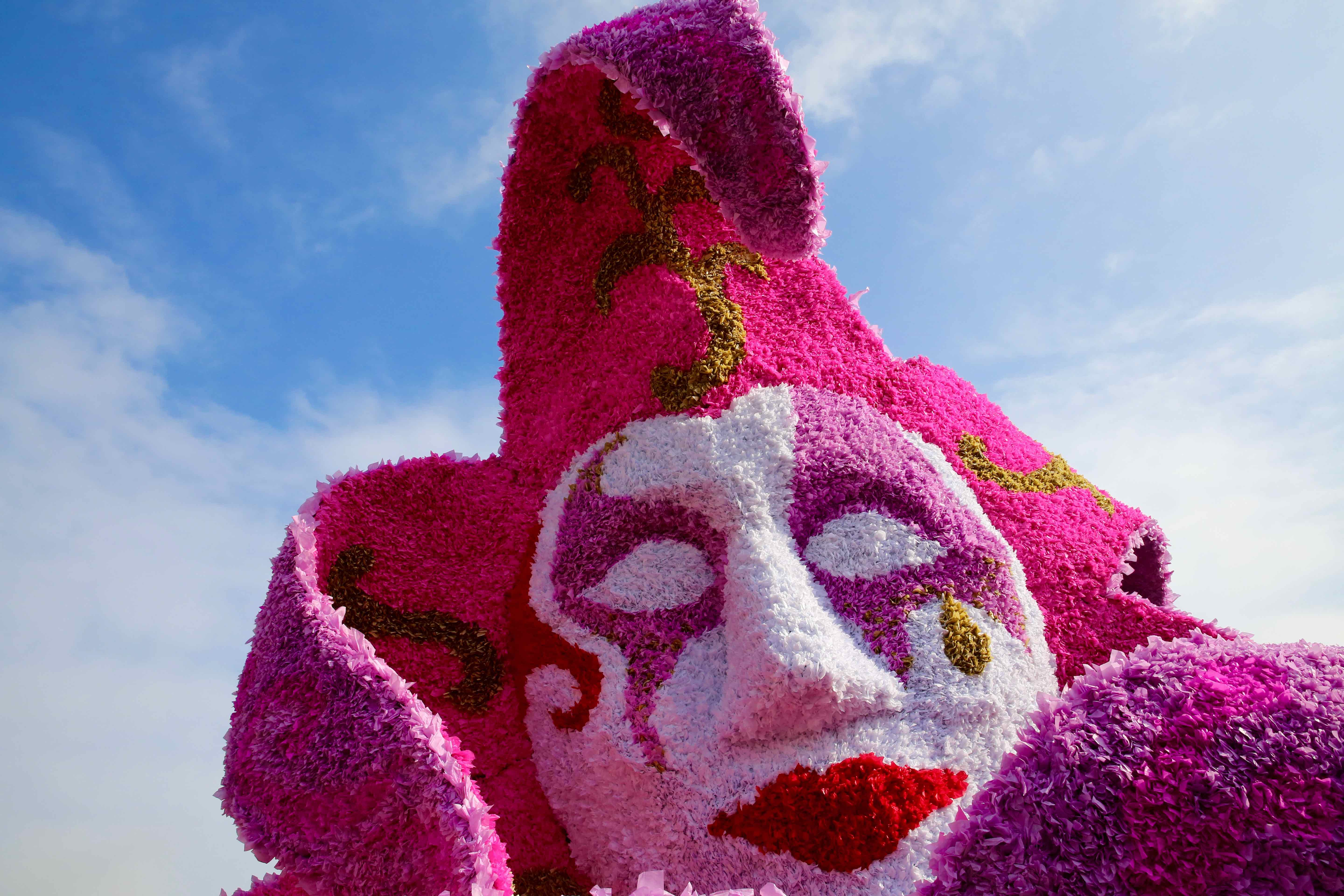
Prinsenwagen Maaseiker Halfvastenstoet (2016)

- De schatkamer van de Sint-Catharinakerk, met onder andere de Codex Eyckensis, het oudste evangelarium van de Benelux (8e eeuw) en andere oude manuscripten. Verder ook goud-, zilver- en kopersmeedwerk, reliekhouders en waardevolle textilia, waaronder liturgische gewaden vernoemd naar Harlindis en Relindis en Angelsaksisch goudborduurwerk uit de 9e eeuw.
- Regionaal Archeologisch Museum (RAM), met archeologische vondsten en voorwerpen uit de geschiedenis van Maaseik en het Maasland
- Het Apotheekmuseum, de oudste apotheek van België met een unieke collectie Delftse en tinnen potten en een kruidentuin
- John Selbach Museum, een privémuseum gevestigd in het Minderbroedersklooster aan de Boomgaardstraat, gespecialiseerd in kunst en antieke poppen
- Het Minderbroedersklooster herbergt tevens een permanente tentoonstelling rond het leven en het werk van Jan en Hubert van Eyck. Daarnaast kan men er een virtuele stadswandeling maken en een maquette van de stad in 1672 zien. Ook vinden hier grote, tijdelijke tentoonstellingen plaats (o.a. in 2009 het Terracottaleger en in 2012 schatten uit de Tang-dynastie).

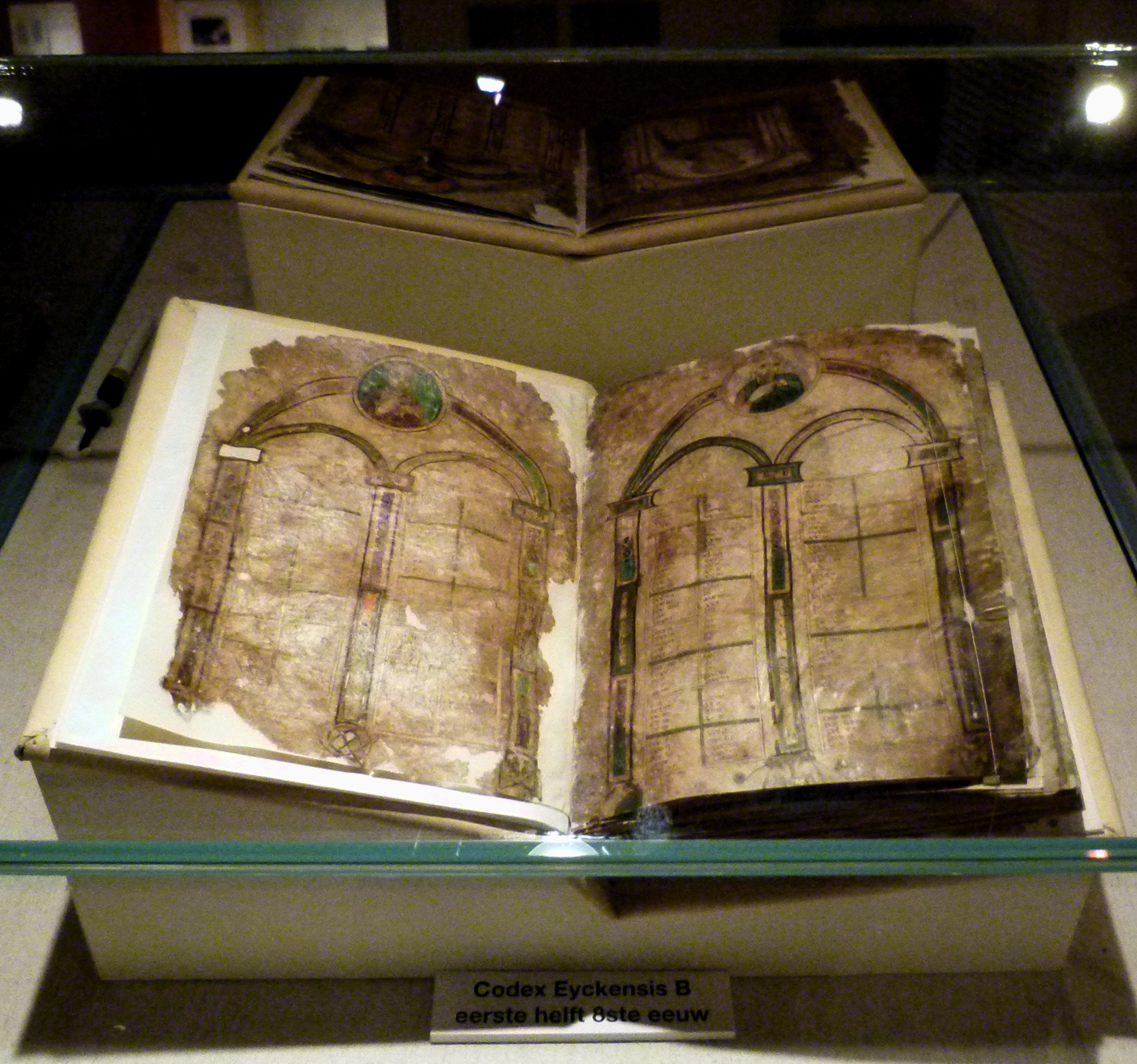
Codex Eyckensis
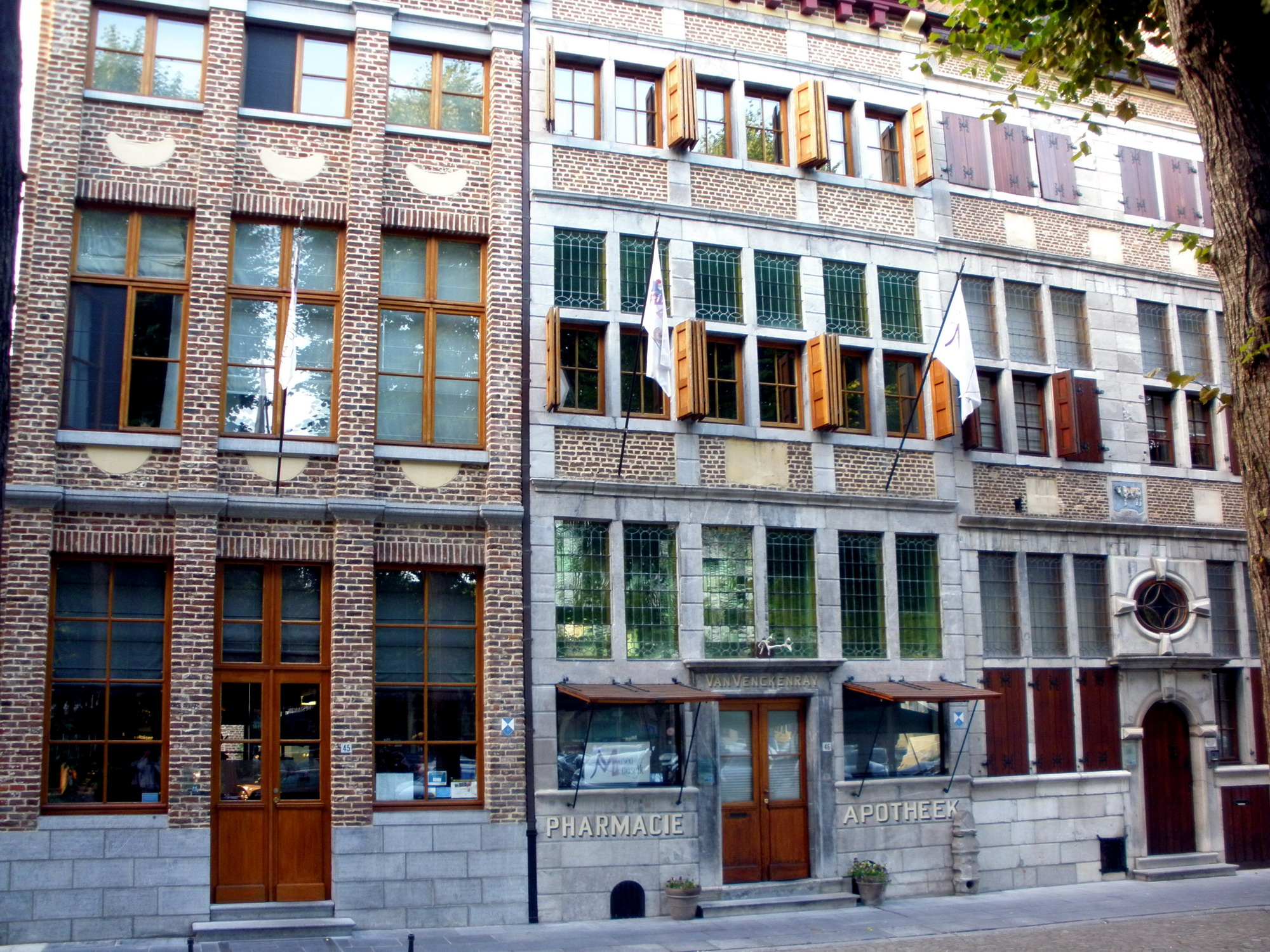
RAM en Apotheekmuseum
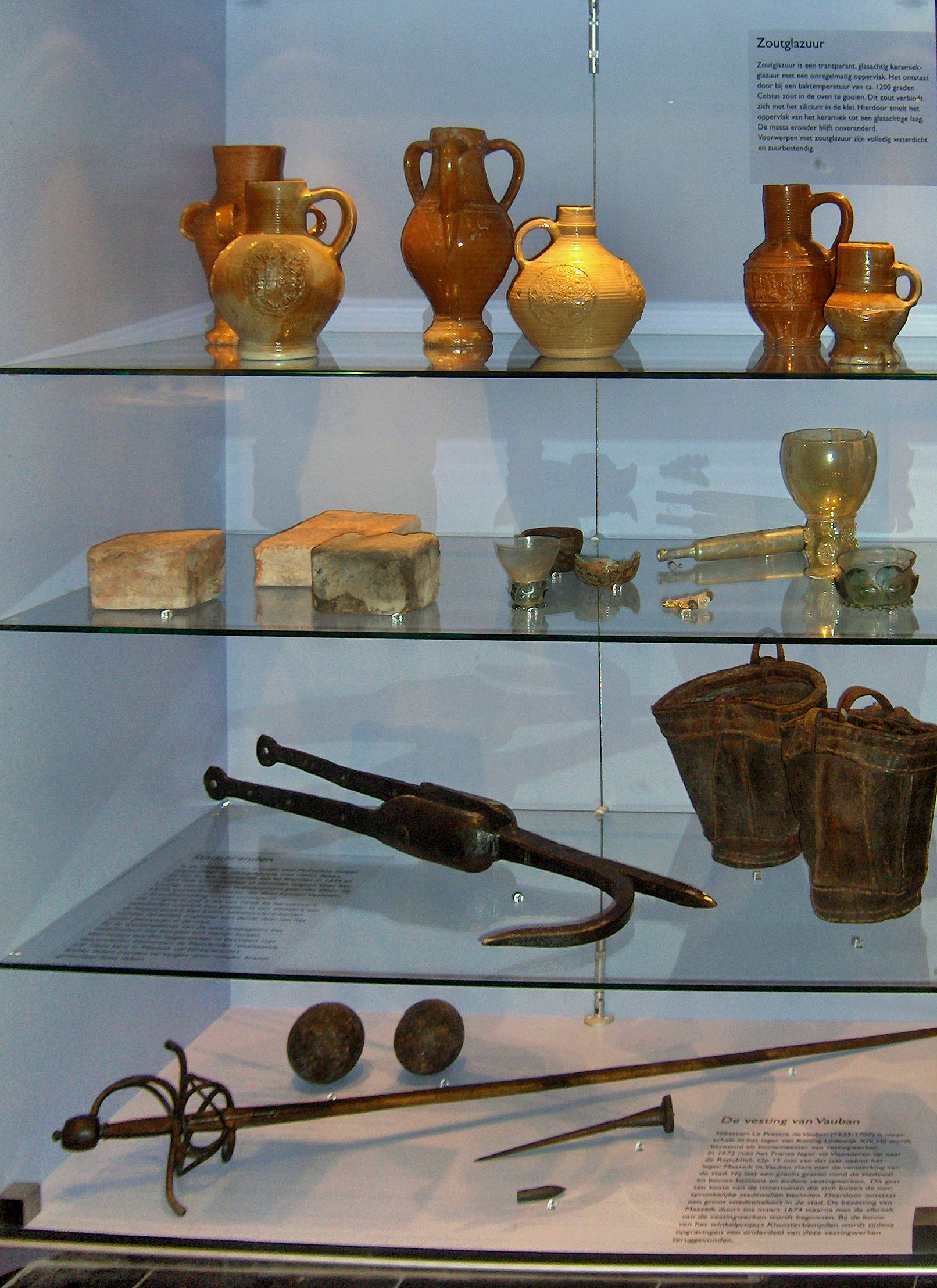
Archeologisch museum
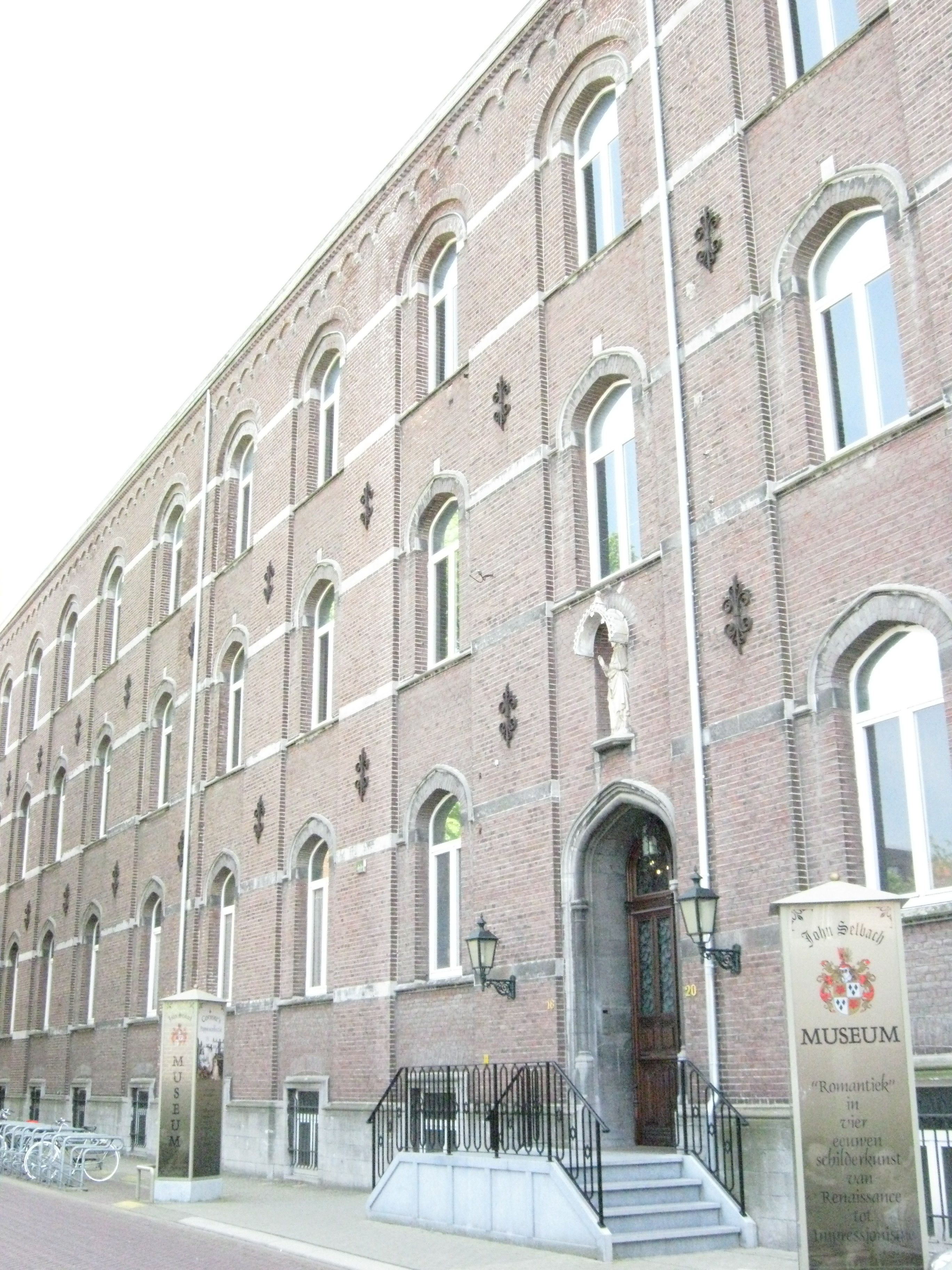
John Selbach Museum

### Cultuur en voorzieningen
In 1976 werd het Cultuurcentrum Achterolmen opengesteld voor het publiek. Terwijl het oorspronkelijk een polyvalente zaal omvatte, werd het in 2004 verbouwd tot een volwaardige schouwburg met 518 plaatsen.
Maaseik is een regionaal koopcentrum. De verkeersvrije Bosstraat is de belangrijkste winkelstraat. In 2006 werd winkelcentrum 'de Kloosterbempden' geopend.

### Evenementen
- Knapkoekfeest: jaarlijkse happening op de eerste zondag van september waarbij op de Markt een reuzen-knapkoek wordt gebakken door de meester-bakkers van Maaseik.
- Hartbufkes preuven: culinair evenement in het tweede weekend van augustus (1988–2011). In 2012 was er een vervangend evenement, KiMaZo. In 2015 en 2016 was er opnieuw een editie hartbufkes preuven, met echter wisselvallige opkomst.
- De Halfvastenstoet: in Maaseik wordt uitbundig carnaval gevierd. Het seizoen begint op 11 november en eindigt met halfvasten. De Internationale Maaseiker Halfvastenstoet trekt al door de binnenstad sinds 1865 en is de apotheose van het carnaval in Maaseik.
- Van Eyckfeesten: in 2015 vond de eerste editie plaats van deze jaarlijkse happening op de Markt. Na de editie van 2019 werd het evenement niet meer georganiseerd.

### Streekproducten
Maaseik staat bekend om zijn knapkoek, een krokante koek. Andere lokale specialiteiten zijn dikke koek, moppen, krollemol en crèmetaart. Bekend in de regio, maar niet uniek voor Maaseik, is ook de knöbbelkesvlaai, ook wel greumelevlaai genoemd. Dit is Limburgse vlaai bedekt met koekkruimels.
De deelgemeente Opoeteren staat bekend om haar bosbessen, wat leidt tot het maken van verse bosbessenvlaai en bosbessenjam door lokale bakkers, alsook de bosbessenlikeur 't Oterke.

## Economie

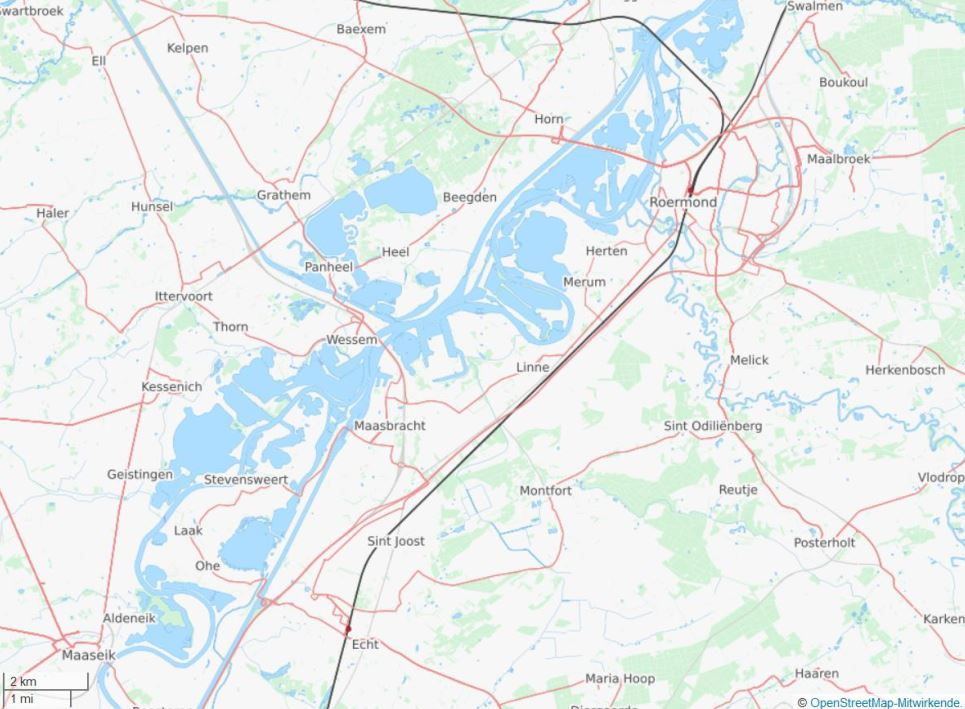
Grensmaas en Maasplassen

Maaseik kent vanouds weinig industrie, zelfs binnen de omwalling liggen tot 1850 veel landbouwbedrijven. Wel is er lange tijd veel economische activiteit in de vorm van markten en lakennijverheid. Tot 1600 profiteert Maaseik ook van de scheepvaart over de Maas; het vormt een schakel tussen Luik en de overslaghaven Venlo. Na 1600 neemt de Maashandel sterk af; dan worden nog vooral steenkool, mergel en Naamse steen naar het noorden vervoerd. Naarmate de schepen groter worden, is de Maas niet meer bevaarbaar. Vanaf 1826 varen ze via de Zuid-Willemsvaart.
In 1812 wordt de Napoleonsweg Parijs-Hamburg, via Maastricht, Maaseik en Venlo, aangelegd. In 1846 komt er een nieuwe weg naar Bree. Eind 18e eeuw wordt de weg van Maaseik naar Weert aangelegd, die verhard wordt in 1872. Een tramlijn vanaf Leopoldsburg wordt in 1890 doorgetrokken tot Maaseik. Verdere tramlijnen volgden naar Maastricht (1898), Kessenich (1900) en Weert (1910). In 1922 komt bovendien de tramhalte Roosteren Maas gereed aan de rechter Maasoever, net over de brug bij de stad. Deze halte ligt aan een zijtak van de tramlijn Roermond - Sittard. Hier stoppen vijf trams per dag en men kon hiermee naar Echt (17 minuten), Sittard (43 minuten) en Roermond (uur) reizen. In 1937 is deze tramlijn opgeheven en opgebroken. Kort na 1945 werden de overige tramlijnen ook opgeheven en opgebroken. Spoorlijn 21A naar Hasselt is in bedrijf van 1874 tot 1979 (personenvervoer tot 1959).
De landbouw betreft voornamelijk de teelt van graan, maar vanaf einde 19e eeuw schakelt men meer en meer over naar veeteelt. In 1904 komt er een boterfabriek te Heppeneert en in 1911 de Coöperatieve Melkerij Sint-Cornelis te Neersolt. Vanaf 1900 ontstaan een viertal steenovens te Aldeneik.
Van 1930–60 zijn veel inwoners, soms wel 30%, werkzaam in de Kempense steenkoolmijnen.
De grindwinning, ten behoeve van de betonindustrie, begint in de jaren 1880. Oorspronkelijk wordt er gebaggerd in de Maas zelf, maar na 1950 ook in de uiterwaarden. Aldus ontstaan grote waterplassen, zoals de plas te Heerenlaak, die tegenwoordig recreatiebedrijven (camping, watersport) aantrekken. Ook de bezienswaardige binnenstad met haar monumenten en musea trekt toeristen aan.

## Mobiliteit

### Wegen
De volgende gewestwegen passeren in Maaseik:
- N78: Vroenhoven - Maaseik - Kessenich - Ittervoort (NL)
- N78b: aftakking van de N78 door het centrum van Maaseik
- N761: via de Pater Sangersbrug over de Maas loopt ze over op de N296 naar Roosteren (NL) en Susteren en de A2 (E25)
- N762: Maaseik - Kinrooi - Molenbeersel - Stramproy (NL)
- N770: verbinding tussen de N762 en de N773
- N773: Maaseik - Neeroeteren

Dit zijn alleen de gewestwegen die in Maaseik-centrum komen. Voor de deelgemeenten Neeroeteren en Opoeteren: zie de desbetreffende artikels.

### Waterwegen

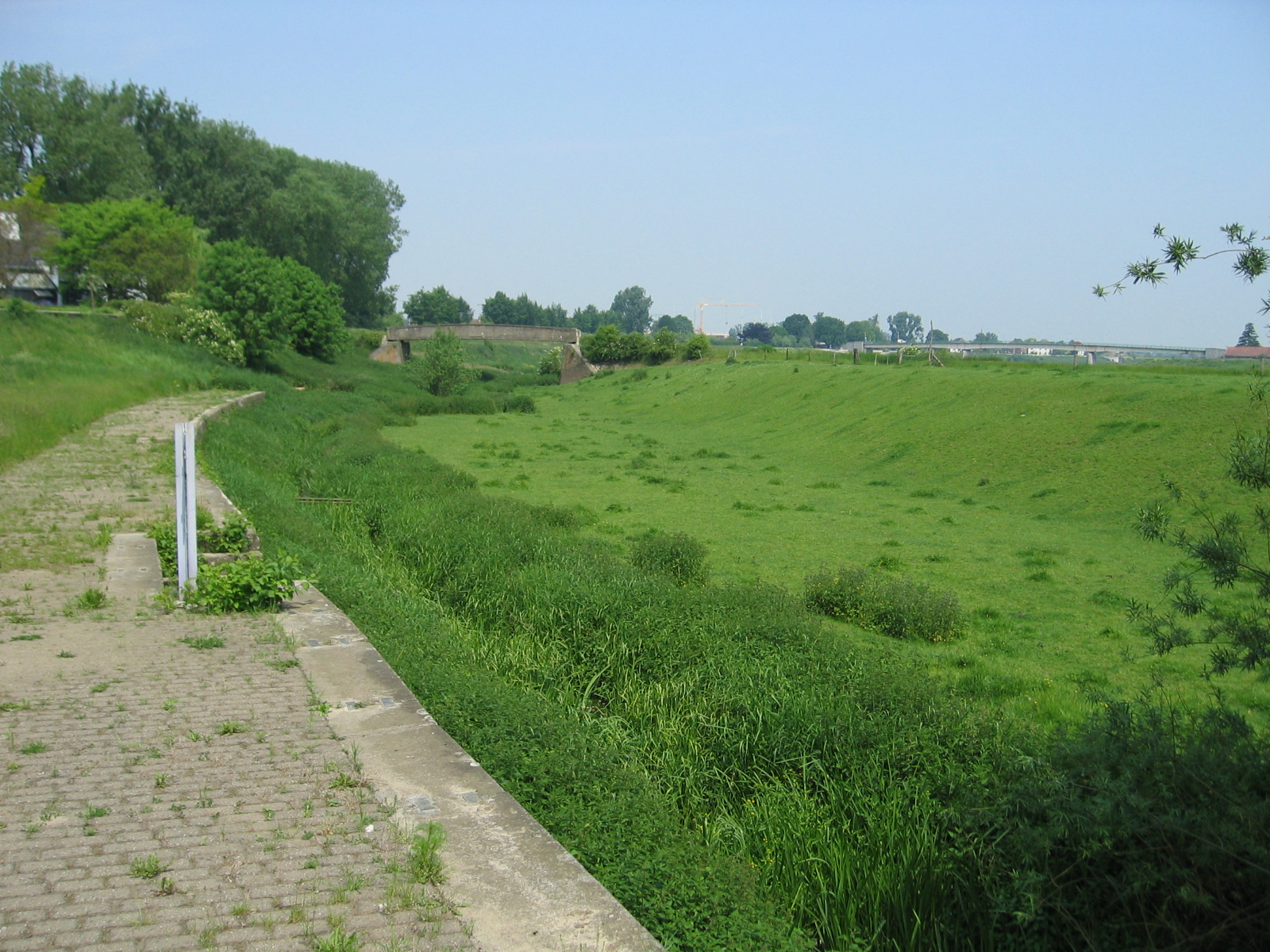
Gerenoveerde loskade

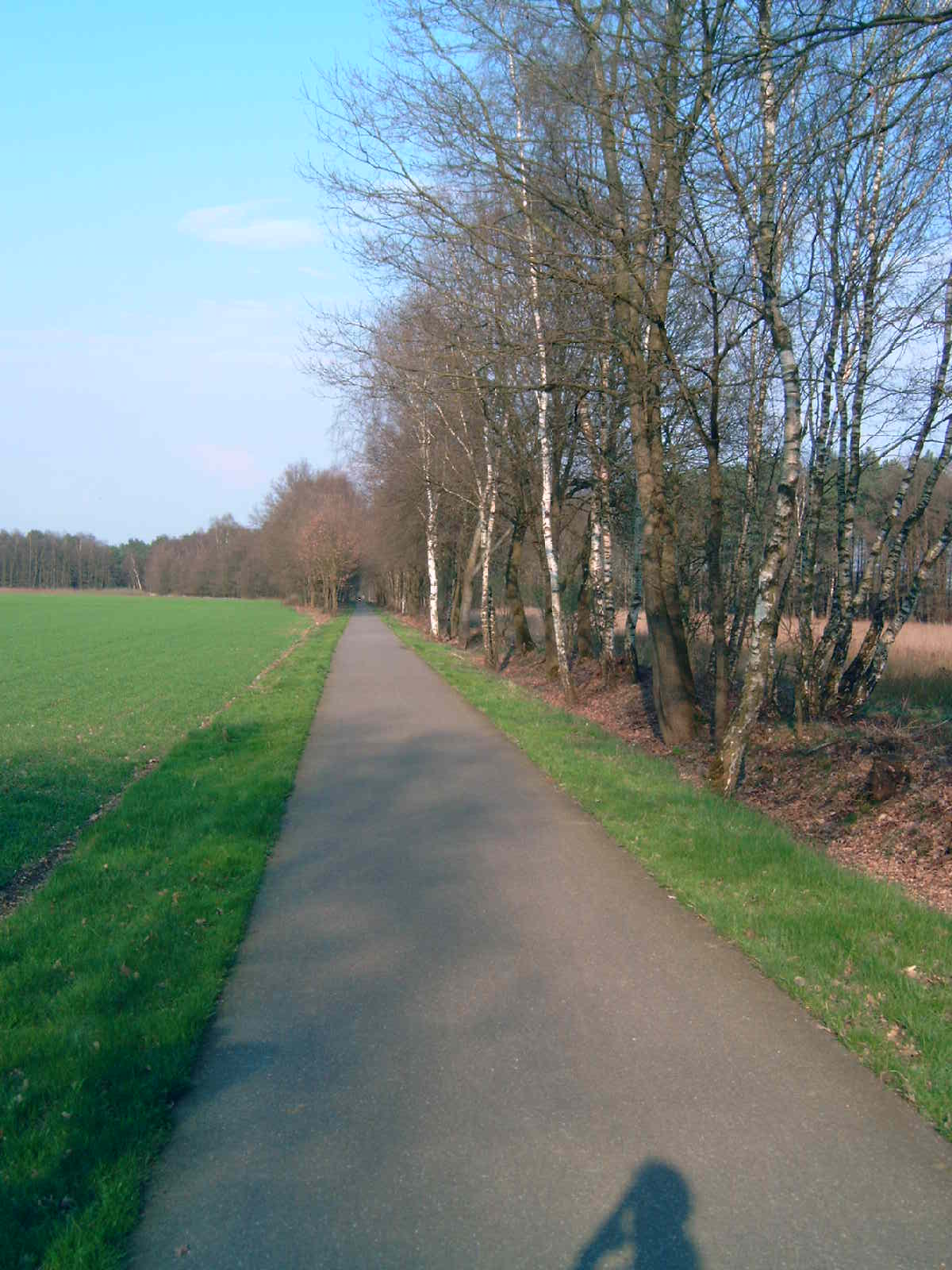
Fietspad over de voormalige spoorzate

De Grensmaas is ter hoogte van Maaseik niet bevaarbaar. Iets ten noorden van Maaseik, in de buurt van de gemeentegrens met Ophoven (Kinrooi) is dat wel het geval. In het verleden (tot aan de 20ste eeuw) was de Maas ook ter hoogte van Maaseik bevaarbaar doordat ze minder breed was (zodat het water hoger stond) en door de geringere diepgang van de schepen. Bovendien namen de Zuid-Willemsvaart en het Julianakanaal het belang van de Maas over. De Maashaven van Maaseik lag aan de Heppersteenweg, langs een oude Maasarm die nu enkel bij hoogwater gevuld is. De huidige haven ligt bij Heerenlaak, langs een voormalige grindgroeve die in verbinding staat met de Maas. Deze haven is enkel voor pleziervaart.

### Openbaar vervoer

#### Trein
In 1874 werd spoorlijn 21A Hasselt - Maaseik geopend. Het eindstation lag op het huidige Stationsplein, maar het spoor liep verder tot aan de Maas (via de Van Eycklaan en de Maasweg) naar de loodsen van de grindnijverheid. Er was ooit sprake van een verlenging naar Roermond, doch dit werd nooit uitgevoerd. Het reizigersverkeer op het baanvak As-Maaseik werd opgeheven op 4 oktober 1959. Het goederenverkeer naar Maaseik volgde op 15 maart 1979. In 1988 werd dit baanvak opgebroken. Er kwam een fietspad in de plaats.

#### Bus
Diverse buslijnen van De Lijn doen Maaseik aan. Een overzicht (zie ook website van De Lijn):
- Lijn 16: Maaseik - Neeroeteren - Bree - Bocholt - Neerpelt
- Lijn 26: Maaseik - Kinrooi - Bree - Peer - Hechtel - Leopoldsburg
- Lijn 27: Genk - As - Opglabbeek - Opoeteren - Neeroeteren - Maaseik
- Lijn X27: snelbus Genk - Lanklaar - Dilsen - Maaseik
- Lijn 63: Maaseik - Dilsen - Maasmechelen - Lanaken - Maastricht
- Lijn 167: Maaseik - Neeroeteren - Bree
- Lijn 178 (sneldienst): Brussel - Leuven - Houthalen - Maaseik
- Lijn 265: Gruitrode - Opitter - Tongerlo - Kinrooi - Maaseik
- Lijn 266: Maaseik (BEWEL) - Kinrooi - Bree
- Lijn 268: Molenbeersel - Maaseik
- Lijn 269: Maaseik - Neeroeteren - Bree - Peer - Hechtel - Leopoldsburg
- Lijn 273: As - Opoeteren - Neeroeteren - Elen - Maaseik
- Lijn 274: Grote-Brogel - Bocholt - Bree - Neeroeteren - Maaseik
- Lijn 276: Opglabbeek - Opoeteren - Neeroeteren - Elen - Maaseik
- Lijn 278: Kinrooi - Kessenich - Maaseik
- Lijn 633: Stokkem - Lanklaar - Dilsen - Elen - Maaseik
- Lijn 636: Maaseik - Dilsen - Maasmechelen - Lanaken
- Lijn 637: Lanaken - Maasmechelen - Dilsen - Maaseik
- Lijn 638: Maaseik (BEWEL) - Dilsen - Maasmechelen - Lanaken

Daarnaast rijden er ook Flexbussen.
De Nederlandse lijn 35 van Arriva verbindt Maaseik met Sittard via Roosteren, Dieteren, Susteren en Nieuwstad.
Tot in het begin van de 21e eeuw lag de hoofdhalte van de lijnbussen op het Kolonel Aertsplein. Omdat dit plein helemaal heringericht werd, werd ze verplaatst naar de Van Eycklaan. Met ingang van de nieuwe dienstregeling in januari 2024 werd het begin- of eindpunt verdeeld: voor sommige lijnen bleef dit de halte Van Eycklaan, voor andere werd dit de halte Bospoort. In de toekomst zou er een nieuw hoofdstation komen bij de gemeenschapsscholen.

#### Tram
Maaseik was vroeger een knooppunt van tramlijnen. De volgende tramlijnen deden Maaseik aan:
- 491: Maaseik - Molenbeersel - Weert (NL)
- 486: Maaseik - Kessenich - Roermond (NL)
- 485: Maaseik - Eisden - Lanaken - Tongeren/Maastricht
- 490: Maaseik - Bree - Leopoldsburg

De grensoverschrijdende verbindingen werden al opgeheven voor de Tweede Wereldoorlog, de andere lijnen werden geschrapt in de jaren 1950. De tramlijnen kwamen de ommuurde binnenstad niet binnen. De tramlijn naar Kessenich reed langs de stadswallen. De stelplaats/station lag op het huidige Prinsenhof, buiten de stadsmuren.

## Onderwijs
De stad is ook een regionaal onderwijscentrum met een uitgebreid aanbod aan secundaire scholen, waaronder het Koninklijk Atheneum, het College Heilige Kruis - Sint-Ursula 2 en het Technisch Instituut Sint-Jansberg. Ook vanuit Nederland worden deze scholen bezocht. Het College en het Technisch Instituut zijn sinds 1999 verenigd in de scholengemeenschap Harlindis en Relindis.

## Sport
Zowel voetbalclubs Maaseik FC en Neeroeteren FC speelden ooit in de nationale reeksen. In 2005 fuseerden beide clubs tot Real Neeroeteren-Maaseik FC, deze speelt in de provinciale reeksen. In 2015 ging de club, na financiële problemen, verder onder de naam K Neeroeteren FC en startte ze opnieuw in 4de provinciale. In het seizoen 2018-2019 wist KNFC te promoveren naar 3de provinciale. Ze spelen onder stamnummer 02426 in de clubkleuren oranje-zwart op de Borg in Neeroeteren.
Op 13 Juli 1963 werd Wurfeld SL boven het doopvont gehouden. In 2014 werd er een naamswijziging gedaan met respect voor de 'roots' van Wurfeld SL. De club gaat nu door het leven als SLW Maaseik en speelde in 4de provinciale. In het seizoen 2016-2017 wist de club te promoveren naar 3de provinciale. Ze spelen onder stamnummer 06888 in de clubkleuren rood-groen op de Sportlaan in Maaseik.
K Waterloos VV is opgericht in 1962 en kreeg in 2012 de titel van Koninklijke vereniging. Ze speelde in het seizoen 2019-2020 onder stamnummer 06563 met de zwarte-witte clubkleuren in 4de provinciale.
Voorshoven VV speelde in seizoen 2019-2020 onder stamnummer 08588 met de groen-witte clubkleuren in 4de provinciale.
In het seizoen 2020-2021 verenigen K Waterloos VV en Voorshoven VV zich en gaan ze verder als Koninklijke voetbal vereniging Waterloos-Voorshoven, in de volksmond KVV WAVO. Dit doen ze onder stamnummer 06563 in de clubkleuren zwart-groen. De club speelt in 4de provinciale aan de Ketelstraat te Neeroeteren.
SSD opoeteren speelt onder stamnummer 07336 in de clubkleuren paars-wit aan de Bergeindestraat in Opoeteren. De club speelde in het seizoen 2019-2020 in 3de provinciale maar degradeerde na een vroegtijdige stopzetting van de competitie, wegens de COVID-19 maatregelen, vanop de 15 plaats naar 4de provinciale.
VV Ven-Maaseik speelde onder stamnummer 08755 in de clubkleuren Geel-zwart. Ze hielden op met bestaan in 2019.
K Flandria Dorne speelde onder stamnummer 04958 in de blauw-witte clubkleuren. De club hield op met te bestaan in 2015.
Volleybalclub Noliko Maaseik is de Belgische recordkampioen en domineerde het volleybal van begin jaren negentig. Ook op internationaal vlak staat de club zijn mannetje en werd in 1997 en 1999 Europees vicekampioen. Geen enkele andere club speelde meer wedstrijden in de Champions League dan Maaseik.

## Bekende Maaseikenaars
- Harlindis van Aldeneik (overleden 745), abdis en heilige
- Relindis van Aldeneik (overleden 750), zuster van Harlindis, abdis en heilige
- Hubert van Eyck (ca. 1366 - 1426), kunstschilder, vermoedelijk in Maaseik geboren
- Jan van Eyck (ca. 1385 - 1441), kunstschilder, vermoedelijk in Maaseik geboren
- Johannes Campanus (ca. 1500 - ca. 1575), anabaptistisch predikant en hervormer
- Henricus Houben (gestorven 1785), leider Bokkenrijdersbende
- Joris Helleputte (1852-1925), politicus
- Leo Frenssen (1880-1946), politicus
- Harry Everts (1952), viervoudig wereldkampioen motorcross in 1975, '79,'80 en '81
- Kris Cuppens (1962), acteur
- Vital Borkelmans (1963), voetballer
- Helena Vanloon (1966), actrice
- Johan Klaps (1970), politicus
- Stefan Everts (1972), motorcrosser, tienvoudig wereldkampioen tussen 1991 en 2006
- Dennis Looze (1972), Nederlands triatleet
- Tracy Looze-Hargreaves (1973), Nederlands triatlete
- Stefan Teelen (1979), voetballer
- Kristof Hoho (1980), volleyballer
- Kristof Vliegen (1982), tennisser
- Max Verstappen (1997), autocoureur